# Systema Naturae

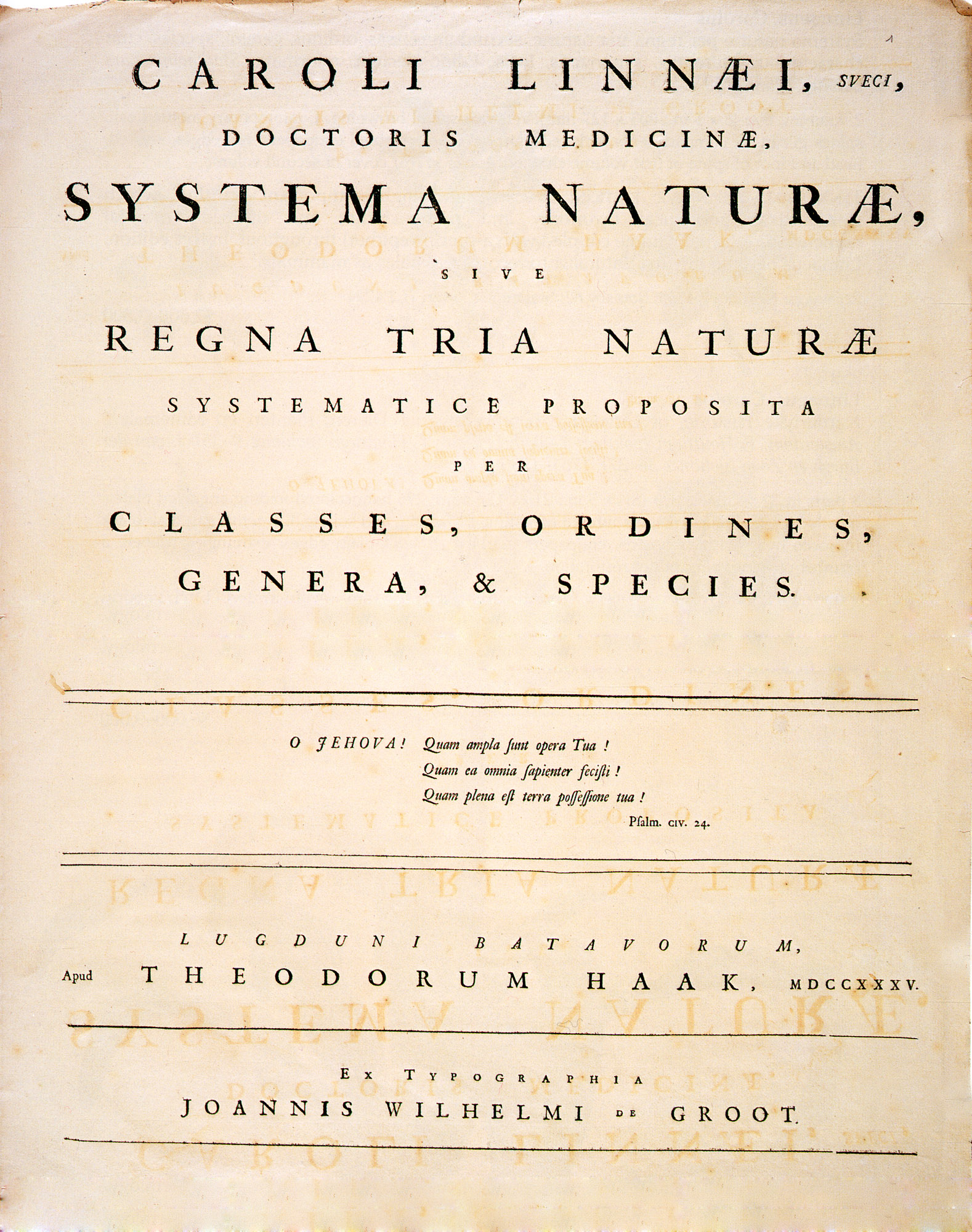
Titelblatt der 1. Auflage von Systema Naturæ

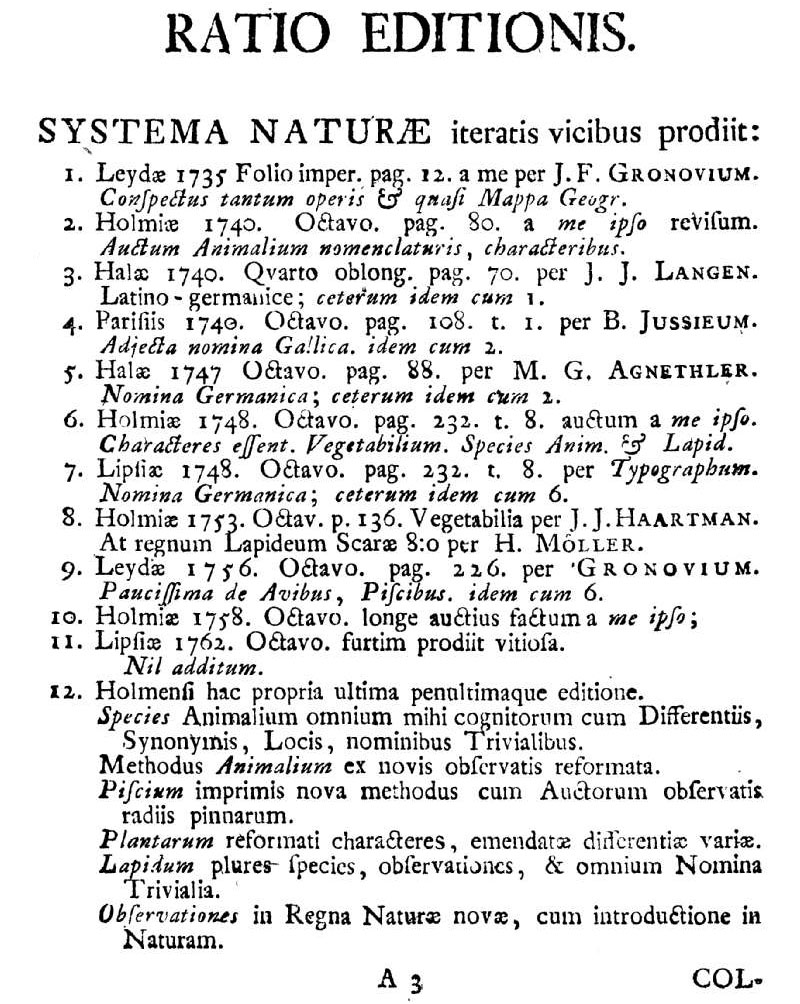
Ratio Editionis – Die von Linné autorisierten Auflagen

Systema Naturæ (meist Systema Naturae geschrieben) ist die Kurzbezeichnung eines erstmals 1735 erschienenen Werkes von Carl von Linné, das bis 1768 insgesamt zwölf Auflagen erfuhr. Linné klassifizierte darin die „Naturreiche“ Tiere, Pflanzen und Mineralien durch die fünf aufeinander aufbauenden Rangstufen Klasse, Ordnung, Gattung, Art und Varietät.
Während die Erstausgabe aus sieben Doppelfolioblättern bestand, umfasste das Werk nach der Veröffentlichung des dritten Bandes der 12. Auflage mehr als 2300 Oktavseiten. Linné beschrieb auf ihnen etwa 7700 Pflanzen-, 6200 Tier- und 500 Mineralienarten. Er gab in der 12. Auflage für alle Arten aller drei Naturreiche am Seitenrand einen sogenannten „Trivialnamen“ an. Diese bilden die Grundlage der zweiteiligen Namen, auf denen die heutige biologische Nomenklatur beruht. Besondere Bedeutung für die Zoologie hat der 1758 veröffentlichte erste Band der 10. Auflage, in dem Linné erstmals durchgängig für die Tiere zweiteilige Artnamen angab. Sein Erscheinen markiert gemeinsam mit Carl Alexander Clercks ein Jahr zuvor herausgegebenem Werk Svenska Spindlar den Beginn der modernen zoologischen Nomenklatur. Linnés Mineralogie erwies sich hingegen bald als bedeutungslos.

## Vorgeschichte
Mitte April 1735 brach Linné auf Anraten von Johan Browall aus seiner schwedischen Heimat auf, um an der holländischen Universität Harderwijk seinen Doktorgrad zu erwerben. Linné hatte zuvor an den Universitäten in Lund und Uppsala studiert. Während des Studiums botanischer Schriften in Olof Celsius’ Bibliothek entstand Ende des Jahres 1729 mit Praeludia Sponsaliorum Plantarum eine Schrift, die den Grundstein zu Linnés eigenständigen Ordnungsprinzip der Pflanzen legte. Olof Rudbeck verschaffte ihm daraufhin 1730 eine Anstellung am Botanischen Garten von Uppsala mit dem Auftrag, einen Katalog der dort wachsenden Pflanzen zu erstellen. In Uppsala gab Linné außerdem Privatunterricht in Dokimastik, Mineralogie, Botanik und Diätetik. Er katalogisierte seine Vogel- und Insektensammlung und arbeitete an zahlreichen Manuskripten, von denen ihn ein Teil auf seiner Reise nach Holland begleitete.
Linnés Weg nach Holland führte ihn über Hamburg, wo er den Herausgeber der Zeitung Hamburgische Berichte von neuen gelehrten Sachen, Johann Peter Kohl, kennenlernte, der in seiner Zeitung bereits mehrfach über Linné berichtet hatte. In der Ausgabe vom 10. Juni 1735 wurde Linnés Hollandaufenthalt angekündigt und „[…] drei mit gar besonderem Fleiß und Geschicklichkeit ausgearbeitete Tabellen in groß folio […]“ erwähnt. In Leiden zeigte Linné Jan Frederik Gronovius und Isaac Lawson einige seiner Manuskripte, darunter den ersten Entwurf von Systema Naturæ. Beide waren von der Originalität des linnéschen Ansatzes, die drei Naturreiche Mineralien, Pflanzen und Tiere zu klassifizieren, so beeindruckt, dass sie beschlossen, das Werk auf eigene Kosten herauszugeben. Gronovius und Lawson wirkten als Korrektoren für dieses und weitere in Holland entstandene Werke Linnés und überwachten die Fortschritte der Drucklegung. Die ursprünglich für Mitte September 1735 geplante Fertigstellung verzögerte sich auf Grund zahlreicher Korrekturen bis zum Ende des Jahres.

## Editionsgeschichte

### 1. Auflage
Die erste Auflage erschien Ende 1735 unter dem Titel Systema naturæ, sive regna tria naturæ systematice proposita per classes, ordines, genera, & species in Leiden. Sie wurde von Theodor Haak verlegt und in der Druckerei von Johan Wilhelm de Groot hergestellt. Die erste Auflage bestand aus 14 Folioseiten, die etwa 540 Millimeter breit und 416 Millimeter hoch waren. Die Seiten 2 und 14 waren nicht bedruckt. Die erste Seite diente als Titelblatt. Auf je einer Doppelseite wurden die drei Naturreiche in tabellarischer Form dargestellt:

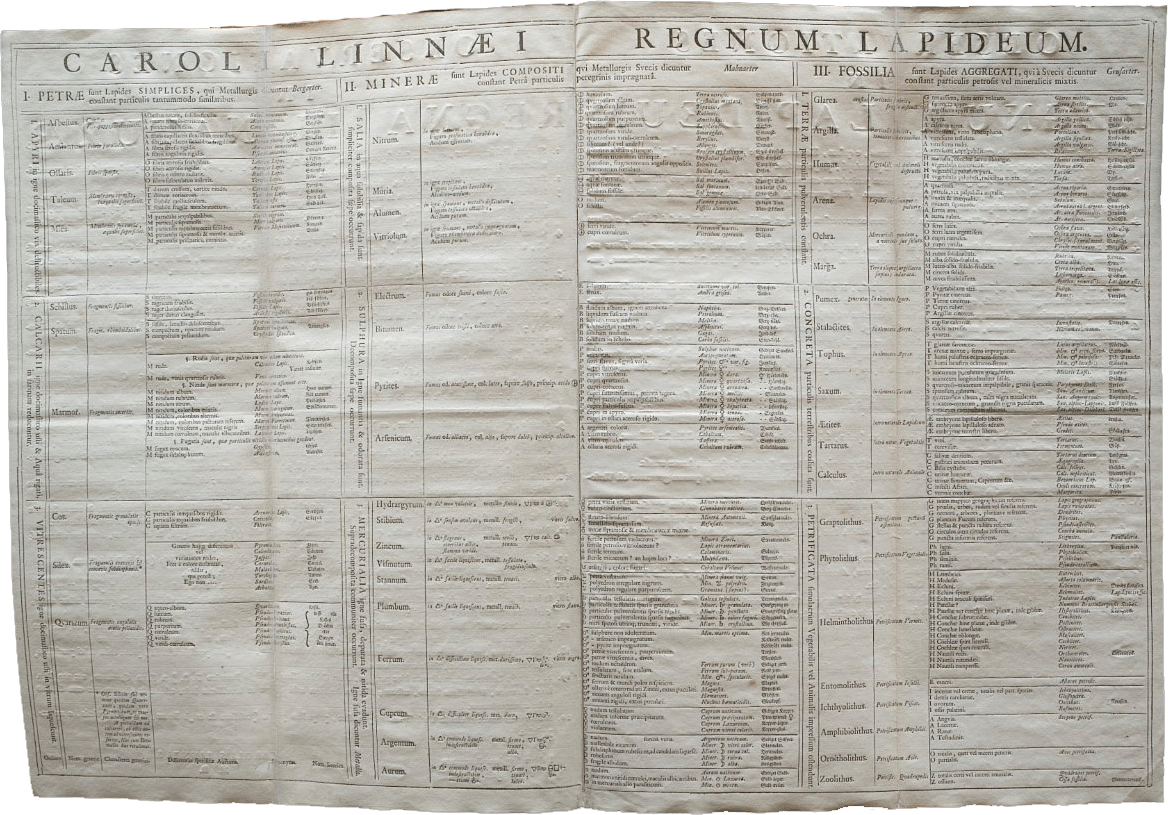
Doppelfolioseite „Caroli Linnæi Regnum lapideum“ mit der tabellarischen Darstellung des Mineralreiches
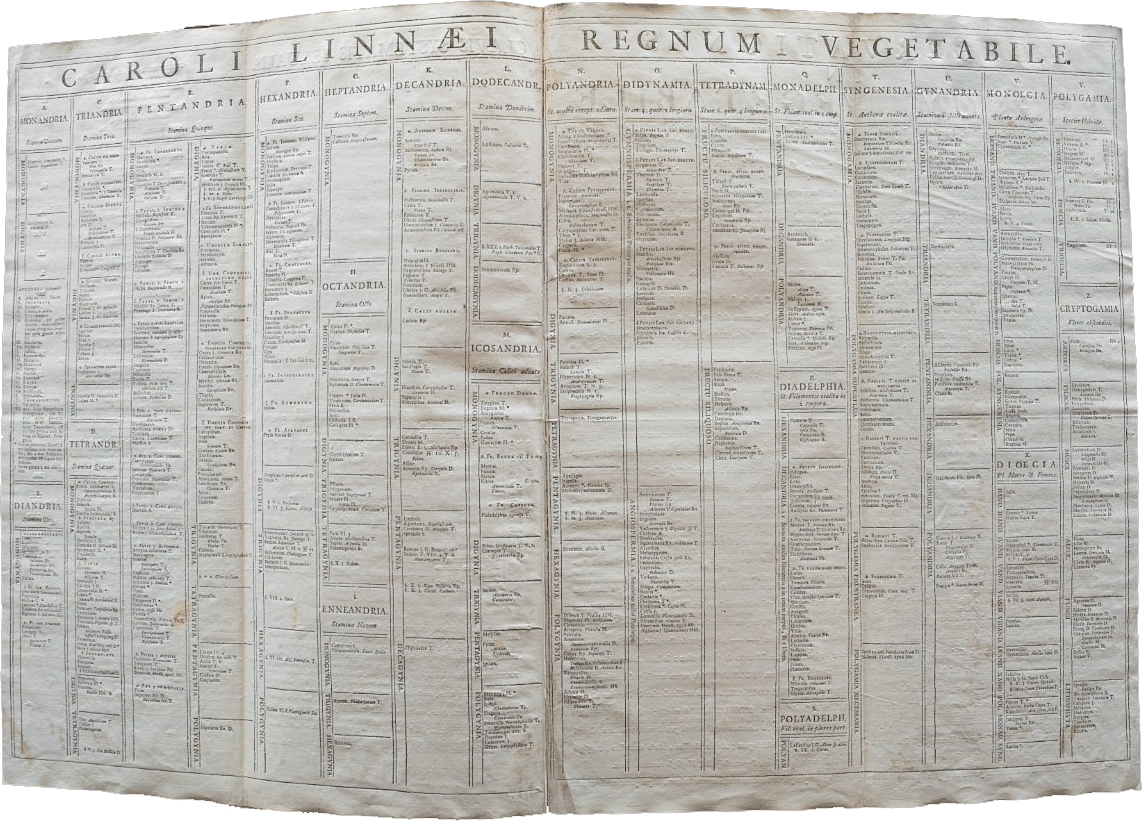
Doppelfolioseite „Caroli Linnæi Regnum vegetabile“ mit der tabellarischen Darstellung des Pflanzenreiches
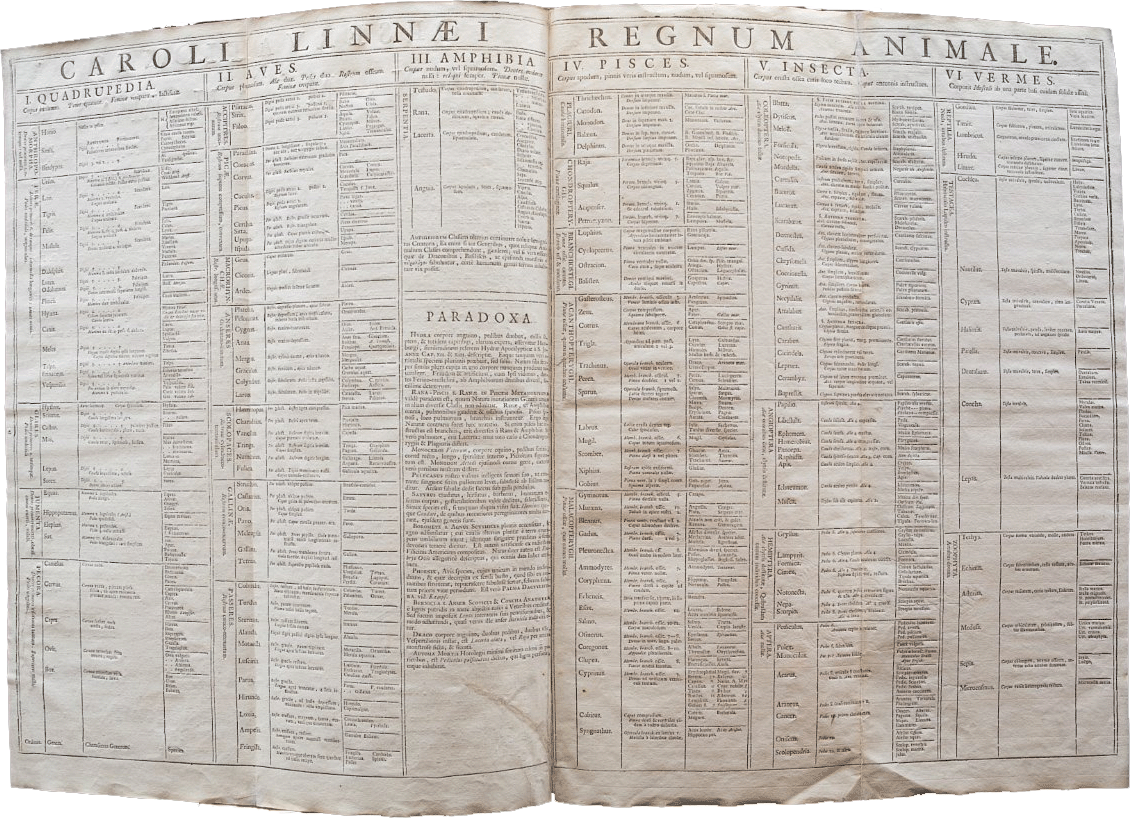
Doppelfolioseite „Caroli Linnæi Regnum animale“ mit der tabellarischen Darstellung des Tierreiches

Mit Ausnahme der Pflanzen gab Linné in diesen Tabellen auch schwedische Namen für viele der aufgeführten Arten an. Eingeleitet wurde das Werk durch die auf den 23. Juli 1735 datierten allgemeinen Beobachtungen über die drei Naturreiche, die Linné in 20 Punkten darlegte (Observationes in Regna III. Naturæ). Derartige kurz zusammengefasste Beobachtungen gab er für jedes einzelne der drei Naturreiche. Die umfangreichste und detaillierteste Darstellung widmete Linné dem Pflanzenreich. Auf einem weiteren Blatt ist ein Schlüssel zu seinem Sexualsystem der Pflanzen dargestellt (Clavis systematis sexualis). Linnés Methodus, der das Vorgehen bei der Einordnung eines beliebigen Naturgegenstandes in sein Klassifizierungsschema beschrieb und eigentlich Bestandteil der ersten Auflage sein sollte, wurde nicht mehr rechtzeitig fertig.
Der Verkaufspreis der ersten Auflage betrug 50 Stuiver. Der gesamte Erlös kam Linné zugute. Die Höhe der Auflage ist nicht genau bekannt. Felix Bryk schätzte sie 1954 auf 150 Exemplare. Eine erste Besprechung des Werkes erfolgte Anfang 1737 durch Johann Ernst Hebenstreit. Sie erschien in der Zeitschrift Acta Eruditorum.
Anlässlich des 200. Geburtstages von Linné wurde 1907 von der Königlich Schwedischen Akademie der Wissenschaften ein Nachdruck der ersten Auflage herausgebracht. Am 14. November 2007 wurde beim Auktionshaus Christie’s ein Exemplar der ersten Auflage von Systema Naturæ aus dem Besitz des Royal College of Physicians of Edinburgh versteigert und erzielte einen Erlös von 180.500 Pfund.

### 2. bis 5. Auflage

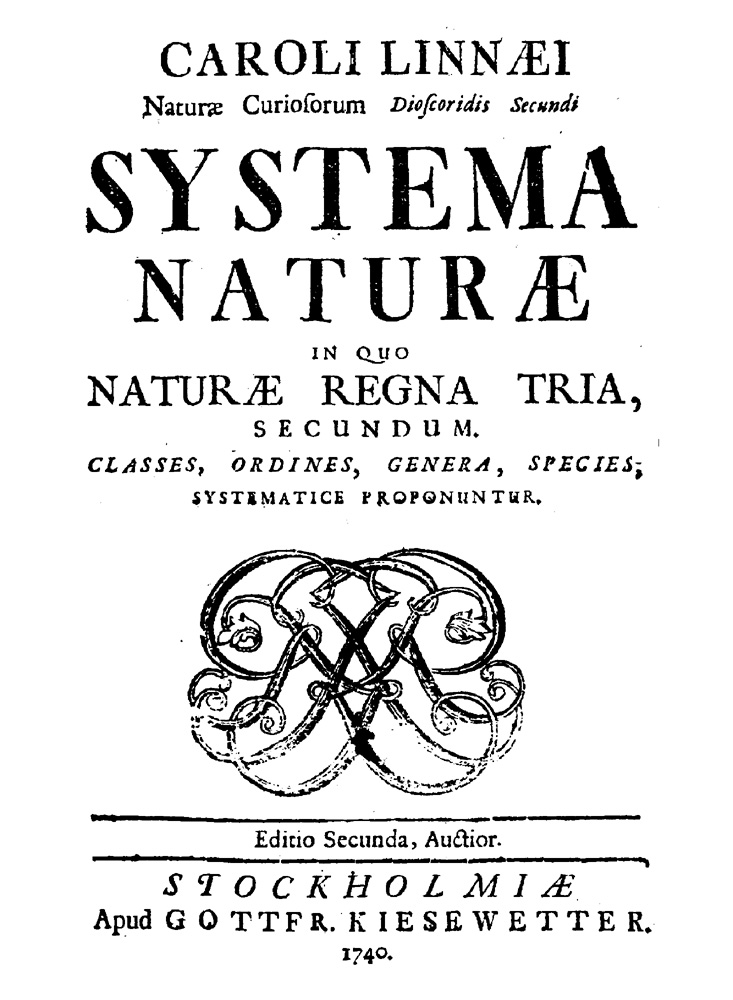
Titelblatt der 2. Auflage

1740 erfuhr Linné durch Jan Frederik Gronovius, dass in Deutschland eine Übersetzung der ersten Auflage in Druck sei. Ihr Herausgeber und Übersetzer war Johann Joachim Lange, der Linnés Werk umgeordnet und mit einer deutschen Übersetzung in einer parallelen zweiten Spalte versehen hatte. Diese Ausgabe erschien 1740 im Quartformat in Halle und umfasste etwa 80 Seiten. Linné autorisierte diese Ausgabe später als die dritte Auflage von Systema Naturæ.
Die zweite Auflage erschien 1740 unter dem geänderten Titel Caroli Linnæi naturæ curiosorum Dioscoridis secundi Systema naturæ in quo naturæ regna tria, secundum classes, ordines, genera, species, systematice proponuntur und wurde vom deutschen Buchhändler Gottfried Kiesewetter in Stockholm vertrieben. Die ursprünglich durch Gronovius geplante zweite Auflage, die, wie die erste, durch Theodor Haak besorgt werden sollte, kam nicht zustande. Haak hatte im März 1739 die noch vorhandenen Exemplare der Erstausgabe aufgekauft und machte deren Verkauf zur Bedingung für eine Neuauflage. Die zweite Auflage wurde im handlicheren Oktavformat gedruckt und hatte einen Umfang von 80 Seiten. Sie war mit der zweiten Auflage von Fundamenta Botanica gebunden. Linné widmete diese und alle folgenden Auflagen seinem Gönner Carl Gustaf Tessin. Die Widmung ist auf den 20. Mai 1740 datiert. In dieser Auflage sind erneut schwedische Namen für Steine und Tiere angegeben.
Diese Auflage wurde zwei Mal mit nur unbedeutenden Änderungen nachgedruckt. In Paris erschien 1744 eine durch Bernard de Jussieu bearbeitete Ausgabe, die anstatt der schwedischen Namen französische enthielt und die später von Linné als vierte Auflage von Systema Naturæ geführt wurde. Die Drucklegung dieser Ausgabe wurde durch Linnés Freund Abraham Bäck überwacht, der sich zu dieser Zeit in Paris aufhielt. Die von Linné als fünfte Auflage geführte Fassung der zweiten Auflage wurde von Michael Gottlieb Agnethler bearbeitet und erschien 1747. Sie enthielt an Stelle der schwedischen Namen deutsche Bezeichnungen.

### 6. bis 9. Auflage
Die sechste Auflage erschien 1748 unter dem erneut geänderten Titel Systema naturæ sistens regna tria naturæ, in classes et ordines, genera et species redacta tabulisque æneis illustrata wieder bei Gottfried Kiesewetter in Stockholm. Der Umfang des wiederum im Oktavformat aufgelegten Werkes war auf 224 nummerierte Seiten angewachsen. Die einzelnen Naturreiche nahmen etwa gleich viel Platz in Anspruch: Die sechs Klassen des Tierreichs wurden auf 76 Seiten dargestellt, die 26 Klassen  des Pflanzenreichs wurden auf 68 Seiten abgehandelt und die drei Klassen des Mineralreiches nahmen einen Raum von 65 Seiten ein. Ein lateinischer und ein schwedischer Index komplettierten die sechste Auflage von Systema Naturæ. Linnés Lectori ist auf den 2. August 1748 datiert, seine Widmung an Carl Gustaf Tessin auf den 18. August 1748.
Die sechste Auflage enthielt acht Tafeln, von denen sechs die linnéschen Klassen des Tierreichs illustrierten:

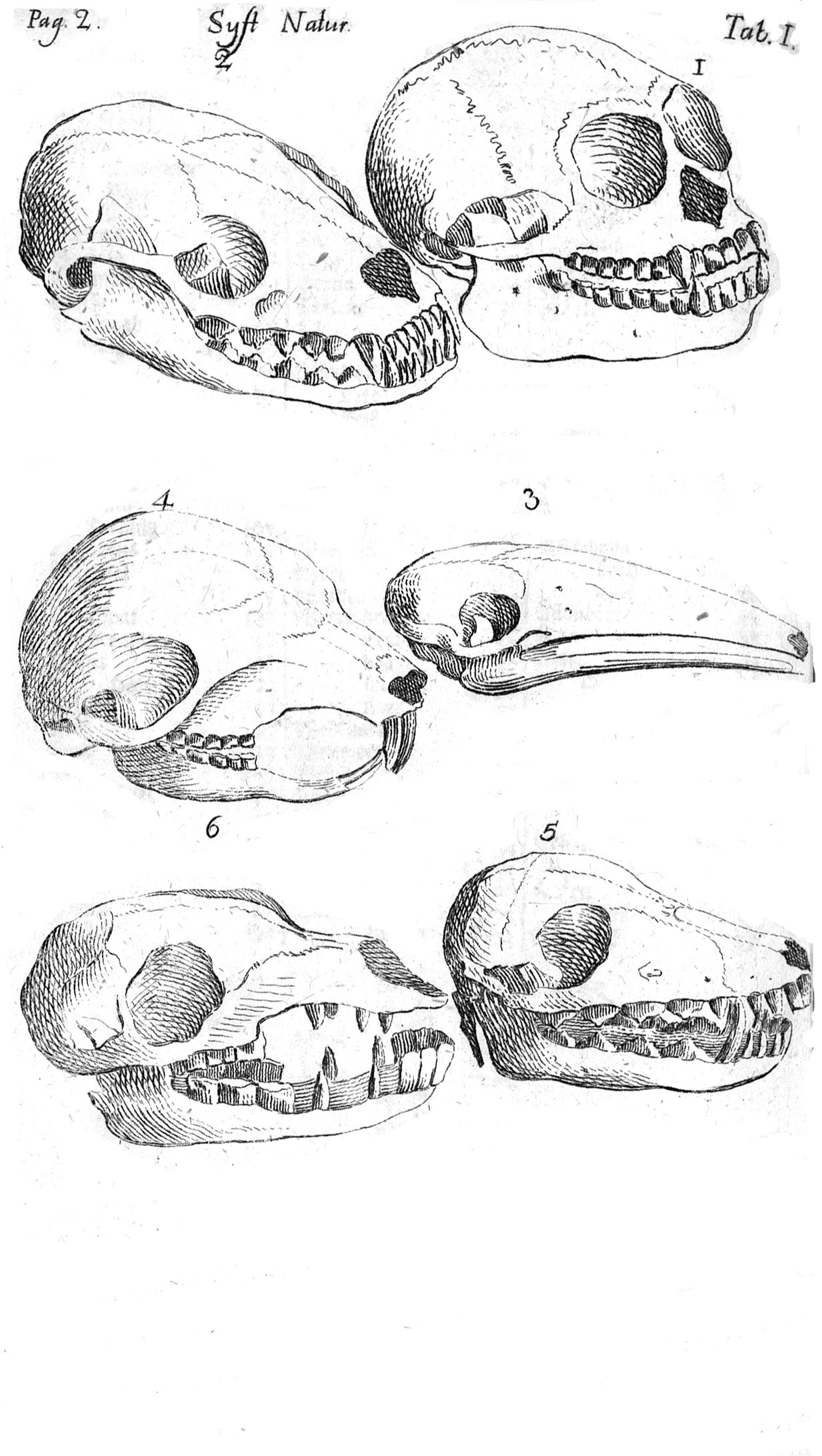
Schädel der „Vierfüßer“
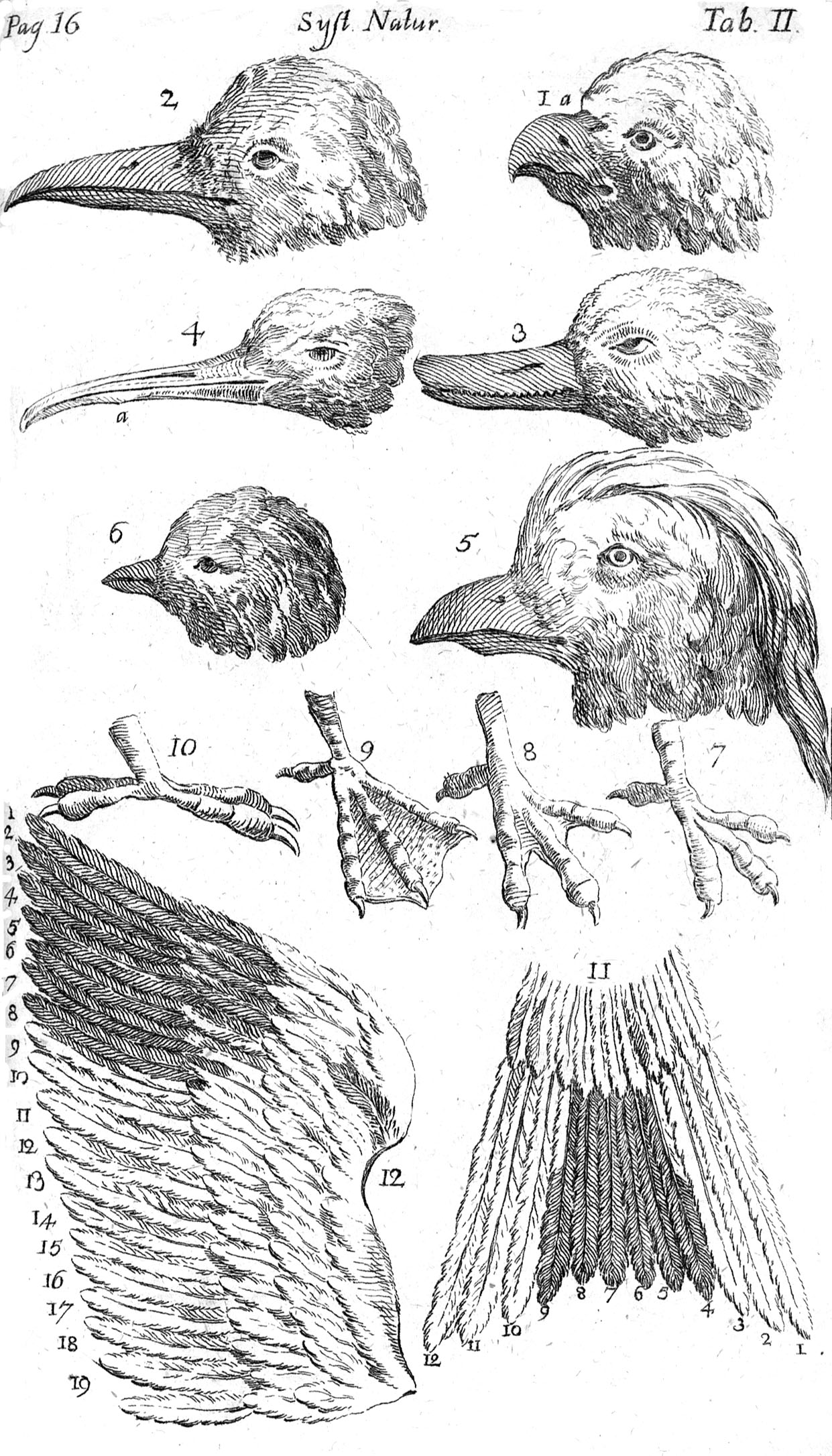
Vögel
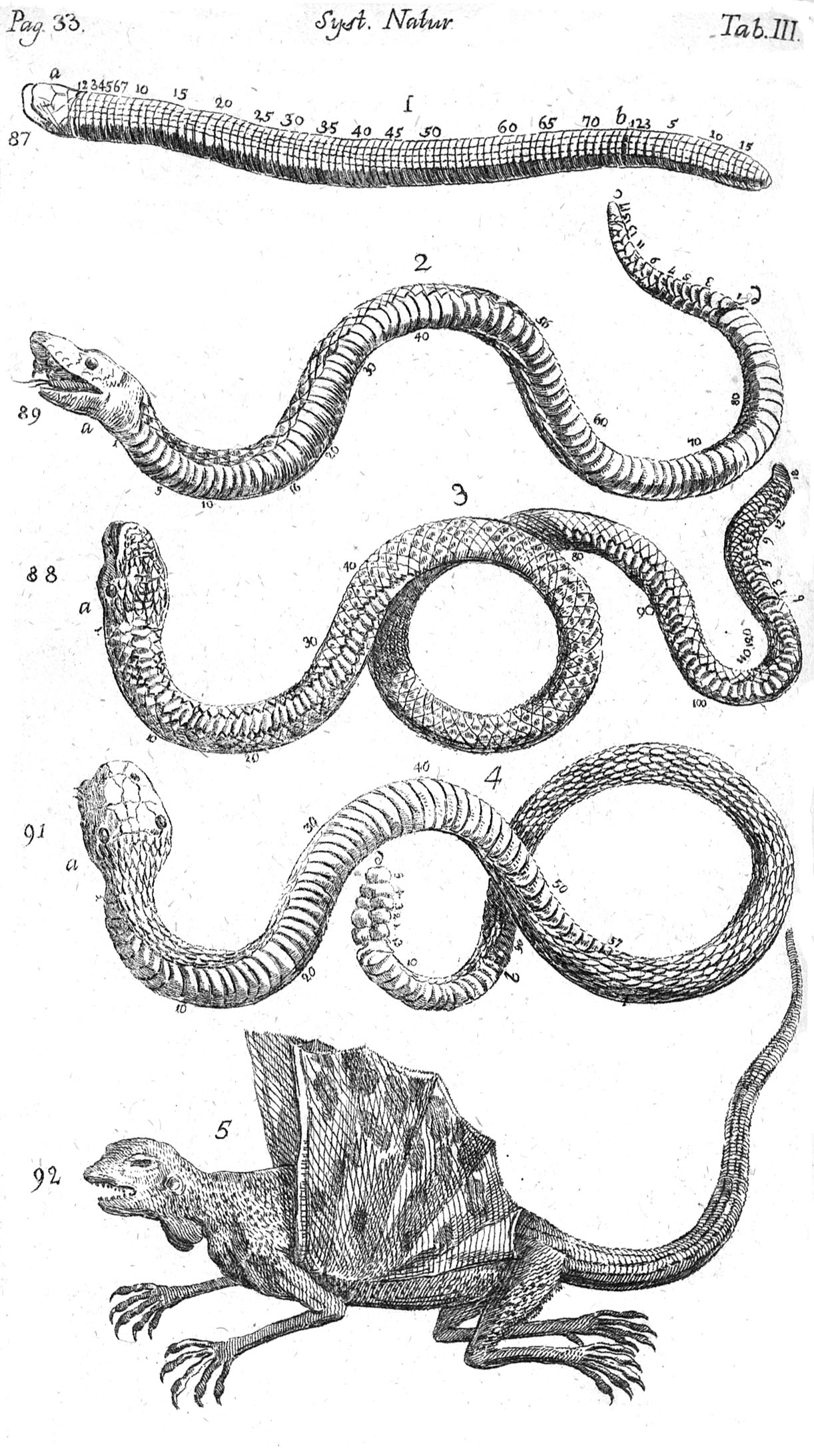
„Amphibien“
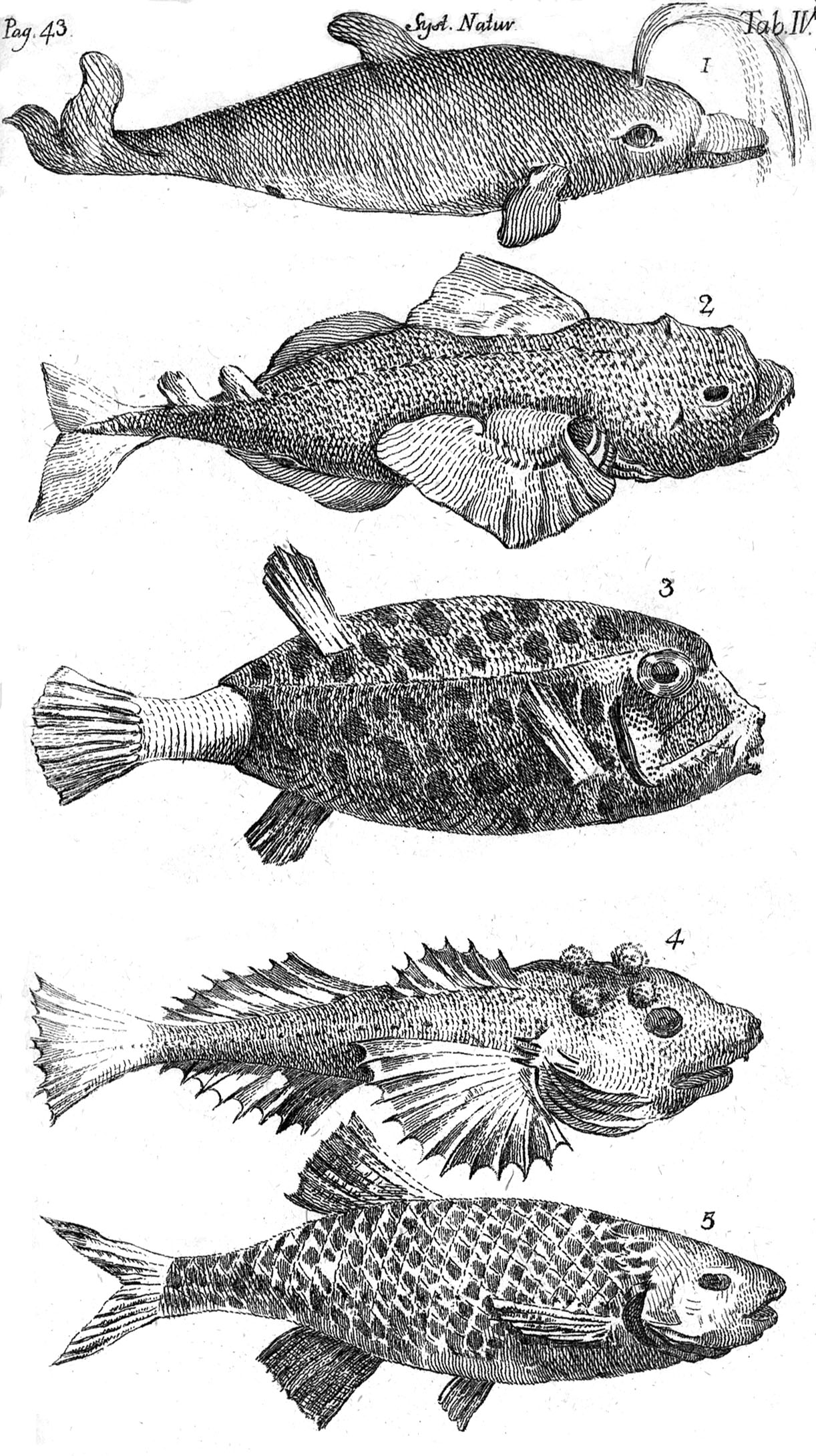
Fische
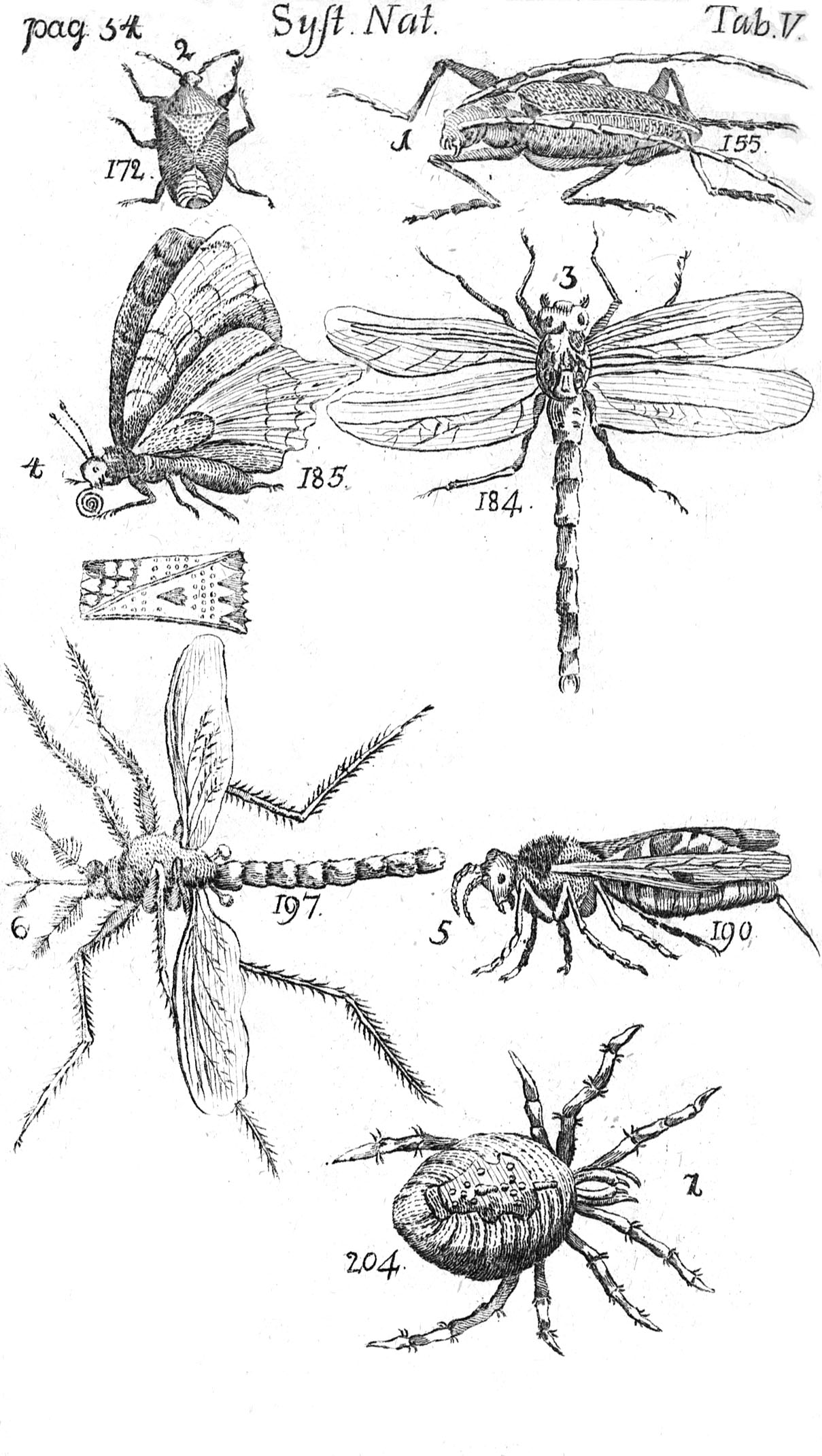
Insekten
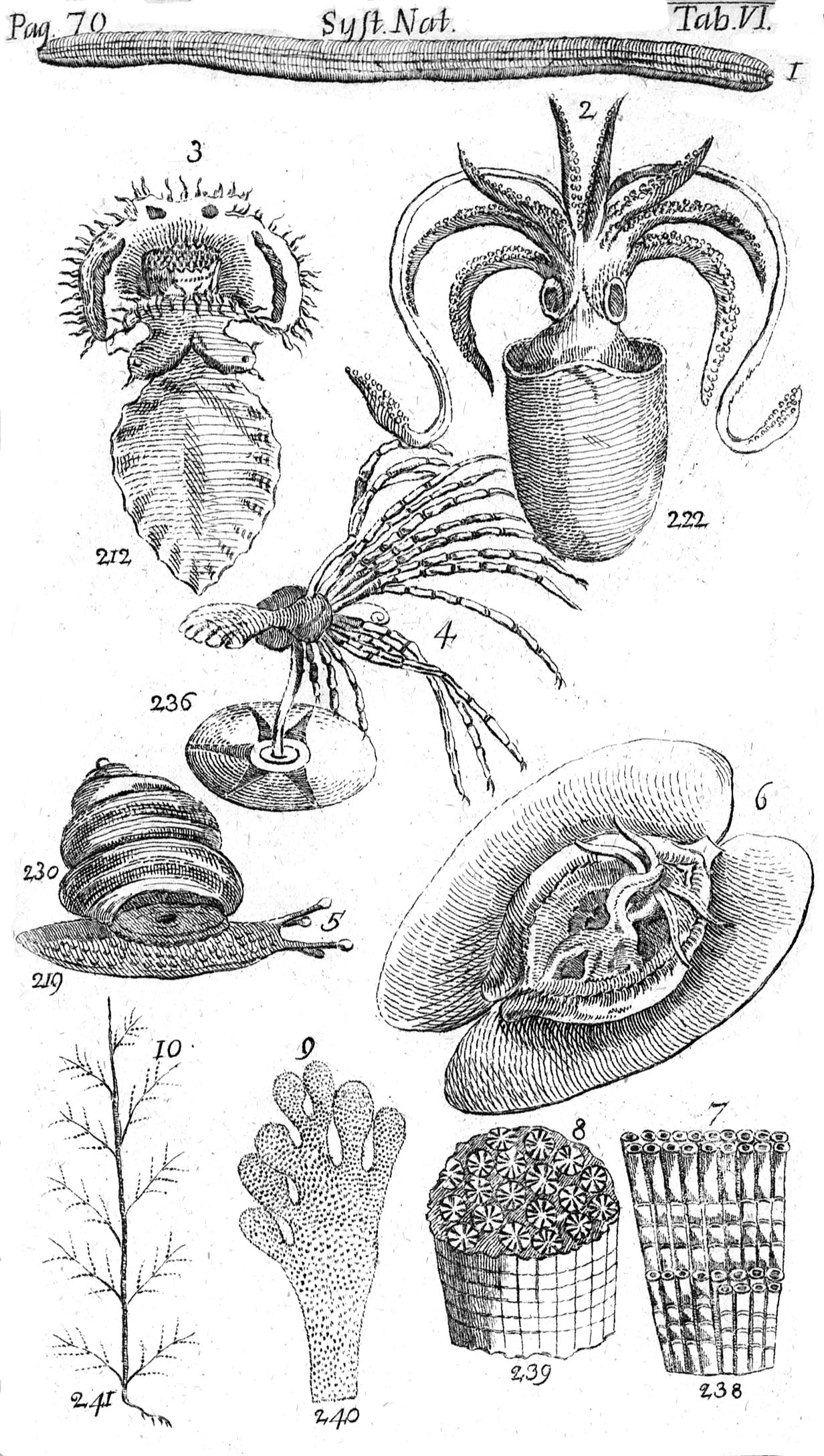
„Würmer“
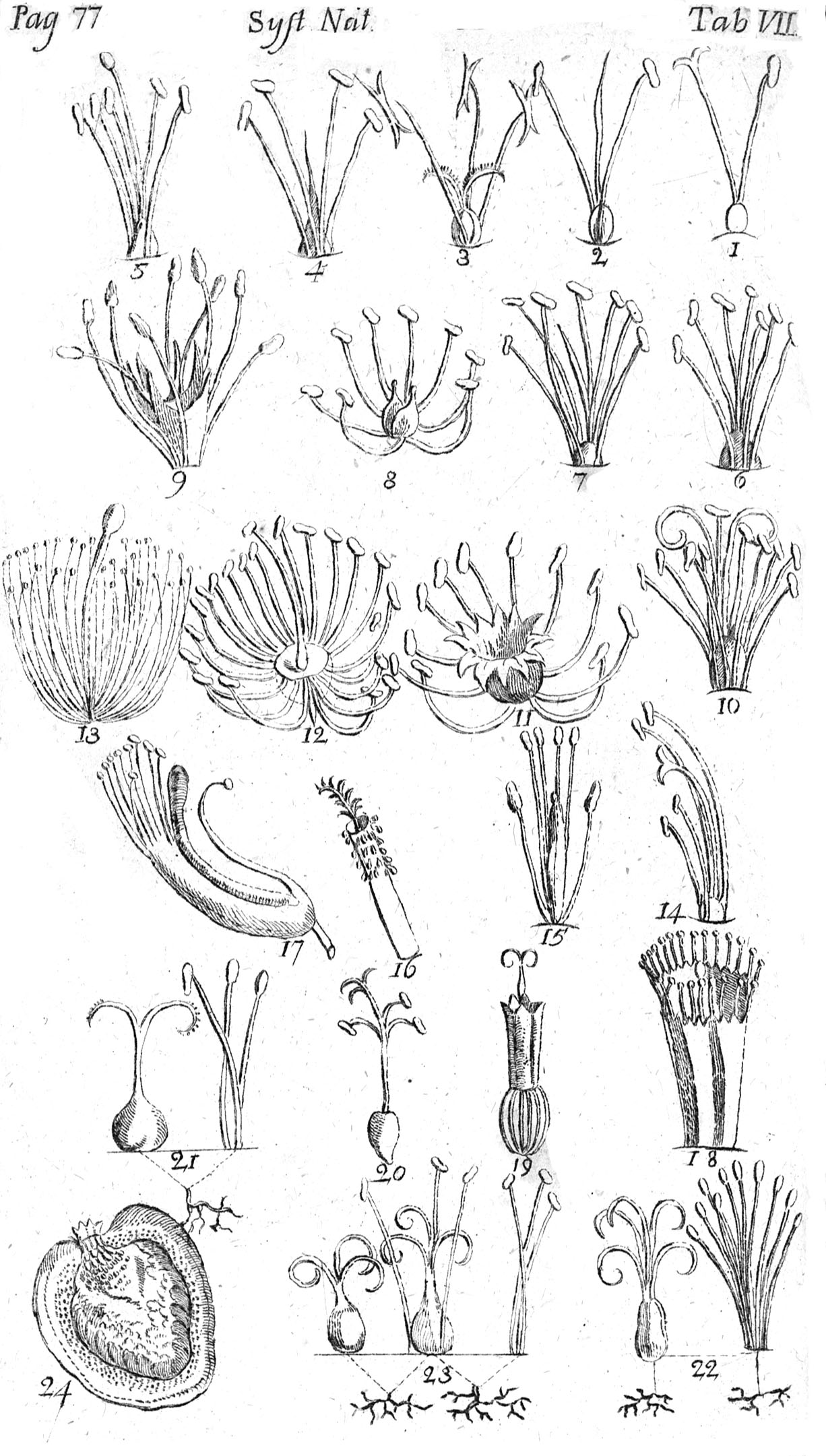
Sexualsystem der Pflanzen
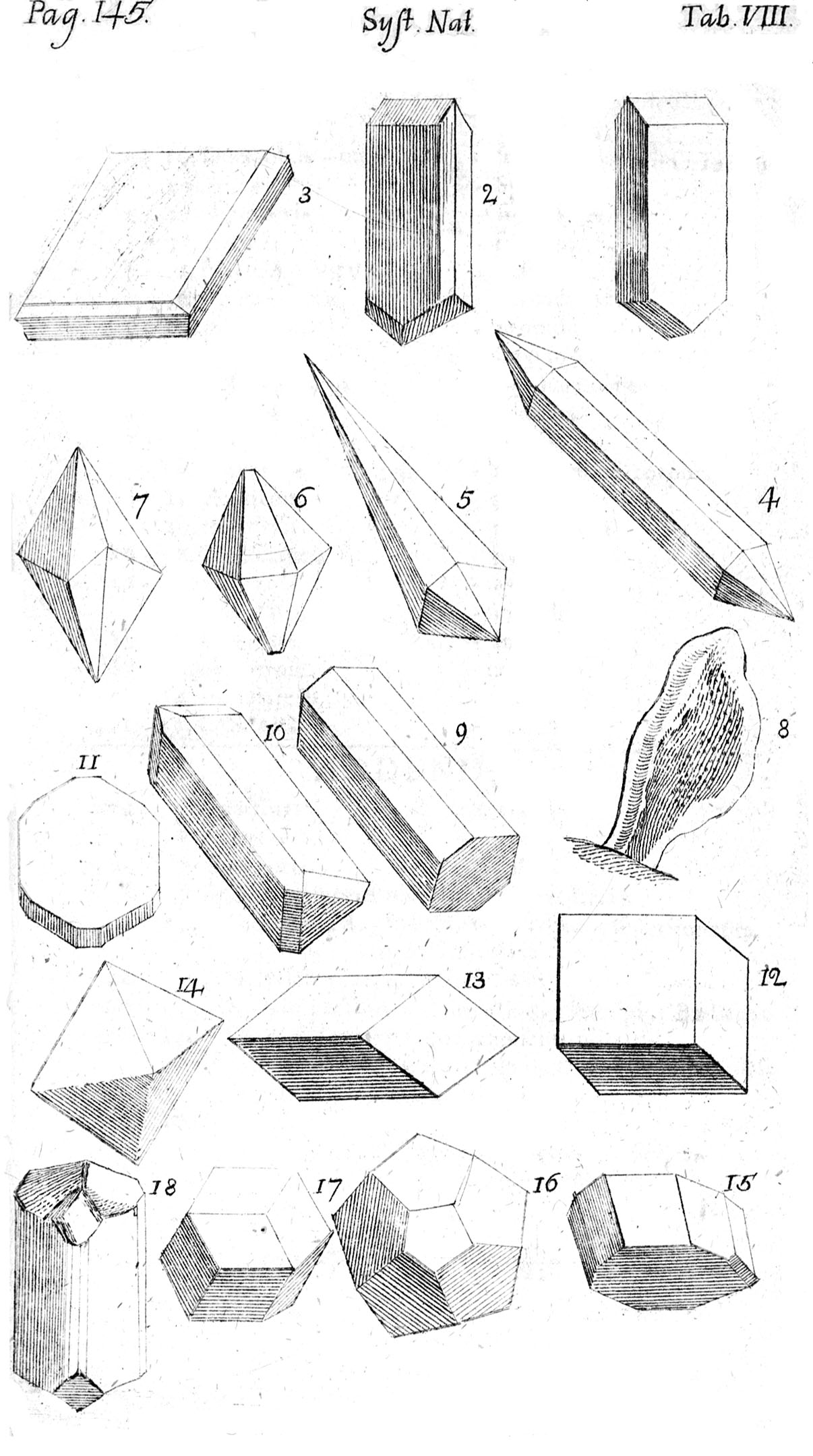
Steine

Kiesewetter veröffentlichte im gleichen Jahr in Leipzig eine weitere Auflage, die als siebente Auflage von Systema Naturæ gezählt wird und in der die schwedischen Namen erneut durch deutsche ersetzt wurden. Basierend auf dieser Auflage erschien 1756 bei Theodor Haak in Leiden eine durch Jan Frederik Gronovius bearbeitete neunte Auflage. Sie enthielt französische statt deutsche Namen. Gronovius nahm Ergänzungen bei den Fischen vor und erweiterte den Abschnitt der Insekten nach den Werken von René-Antoine Ferchault de Réaumur und Carl De Geer. Linné steuerte einige neue Pflanzen bei.
Eine Besonderheit ist die achte, 1753 bei Lars Salvius in Stockholm unter dem Titel Herr Archiaterns och Riddarens D. Caroli Linnæi Indelning i Ört-Riket, efter Systema Naturæ, på Swenska öfwersatt af Johan J. Haartman… erschienene Auflage, da sie nur das Pflanzenreich umfasst. Die schwedische Übersetzung stammt von Johan Johansson Haartman. Sie ist Ulrika Lovisa Tessin gewidmet.

### 10. und 11. Auflage

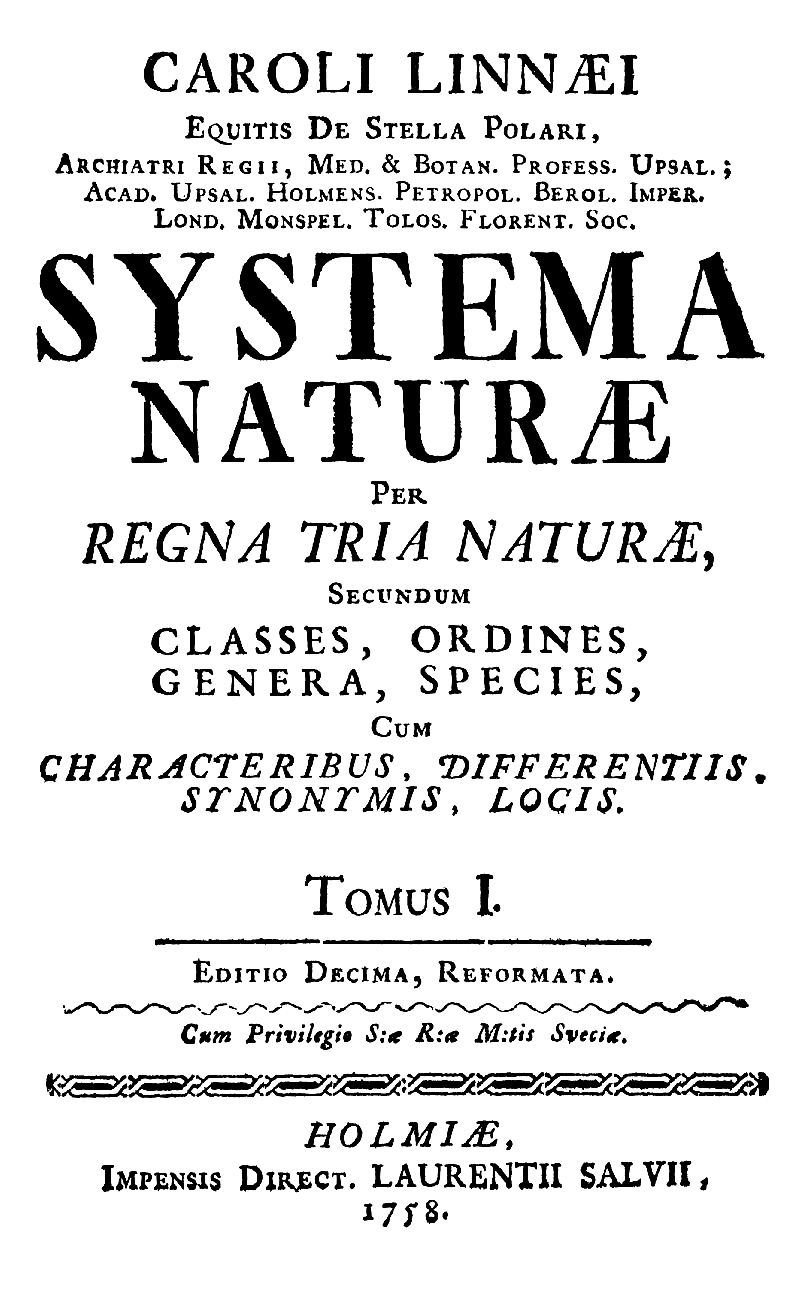
Titelblatt des 1. Bandes der 10. Auflage

Diese für das Regelwerk der zoologischen Nomenklatur bedeutsame zehnte Auflage wurde in zwei Bänden im Oktavformat veröffentlicht: der erste, 1758 erschienene Band, behandelte das Tierreich, der zweite im folgenden Jahr herausgegebene die Pflanzen. Ein von Linné geplanter dritter Band über das Mineralreich wurde nicht veröffentlicht. Mit der zehnten Auflage bekam das durch Lars Salvius in Stockholm herausgegebene Werk seinen endgültigen Titel: Systema naturæ per regna tria naturæ, secundum classes, ordines, genera, species, cum characteribus, differentiis, synonymis, locis (in etwa: System der Natur für die drei Reiche der Natur, nach Klassen, Ordnungen, Gattungen und Arten, mit Eigenschaften, Unterschieden, Synonymen und Lokalitäten). Beide Bände zusammen füllten etwa 1400 Oktavseiten und enthielten keine Illustrationen. Nach Museum Tessinianum wandte Linné die binäre Nomenklatur erstmals durchgängig in der Zoologie an. Die von Jacob Theodor Klein und anderen scharf attackierte Klasse Quadrupedia (Vierfüßer) verschwand und wurde durch die Klasse der Säugetiere (Mammalia) ersetzt. Gleichzeitig gab Linné Peter Artedis Klassifikation der Fische zugunsten seiner eigenen auf und ordnete die Wale erstmals den Säugetieren zu. Im ersten Band beschrieb Linné insgesamt 312 Tiergattungen mit 4378 Arten.
Im zweiten Band führte Linné die 1753 in Species Plantarum begonnene binäre Nomenklatur der Pflanzen fort. Da er die zu einer Gattung gehörenden Arten durchnummeriert hatte, führte er für die neu beschriebenen Arten eine Kennzeichnung mit Großbuchstaben ein. So ergänzte er beispielsweise in seiner Behandlung der Myrten, die ursprünglich sieben nummerierten Arten mit sechs neuen, die die Buchstaben A bis F trugen. Im Anhang führte Linné unter der Überschrift Genera Plantarum Nova Addenda in Ergänzung der fünften, 1754 erschienenen Auflage von Genera Plantarum die Beschreibung von 69 neuen Pflanzengattungen auf und gab verbesserte Beschreibungen für acht weitere Gattungen.
Die neue Auflage von Systema Naturæ wurde weithin beachtet. In Schweden berichtete die Zeitschrift Lärda Tidningar und in Großbritannien das Gentleman’s Magazine. In Deutschland wurde sie in Johann Friedrich Gleditschs Commentarii de rebus in scientia naturali et medicina gestis, in den Göttingische Anzeigen von gelehrten Sachen, in August Ludwig von Schlözers Neueste Geschichte der Gelehrsamkeit in Schweden sowie von Rudolf Augustin Vogel in seiner Neuen Medicinische Bibliothek besprochen.
Zur elften Auflage, die nach Aussage von Linné 1762 in Leipzig erschienen sein soll, bemerkte er nur lakonisch: „nil additum“ (nichts hinzugefügt). Die Existenz dieser Auflage ist jedoch ungeklärt. Sie ist möglicherweise identisch mit der sogenannten „Piratenauflage“, die von 1760 bis 1770 mit einem Vorwort von Johann Joachim Lange erschien und deren ersten beiden Bände bis auf geringfügige Abweichungen mit der zehnten Auflage identisch sind.

### 12. Auflage
Die zwölfte und letzte durch Linné besorgte Ausgabe von Systema Naturæ trug den gleichen vollständigen Titel wie die zehnte Auflage. Als Buchformat wurde das Oktavformat beibehalten. In seiner Ratio Editionis, die bereits der zehnten Auflage vorangestellt war, gab Linné einen Überblick über alle von ihm autorisierten Auflagen. Ergänzend blickte er auf sein Schaffen zurück. Er führte die von ihm betreuten Sammlungen in Uppsala und Stockholm an und dankte seinen Gönnern Adolf Friedrich, Ulrika Lovisa Tessin, Carl Gustaf Tessin und Carl De Geer. Die von ihm durch die schwedischen Provinzen Lappland (1732), Dalarna (1734), Öland (1741), Gotland (1741), Västergötland (1746) und Skåne (1749) durchgeführten Reisen sind ebenso Bestandteil dieses Rückblickes wie seine reisenden Schüler.
Der erste Band über das Tierreich musste aufgrund seines Umfanges von 1327 nummerierten Seiten geteilt werden. Die beiden Teile erscheinen 1766 bzw. 1767. 1767 folgte der auf 736 nummerierte Seiten angewachsene Band über die Pflanzen. Erstmals nutzte Linné im dritten, 222 nummerierte Seiten umfassenden Band auch für das Naturreich der Mineralien die binäre Nomenklatur. In ihm wurden etwa 530 Mineralienarten beschrieben, die Linné in 54 Gattungen aufteilte. Dieser Band ist der einzige, der Abbildungen enthielt:

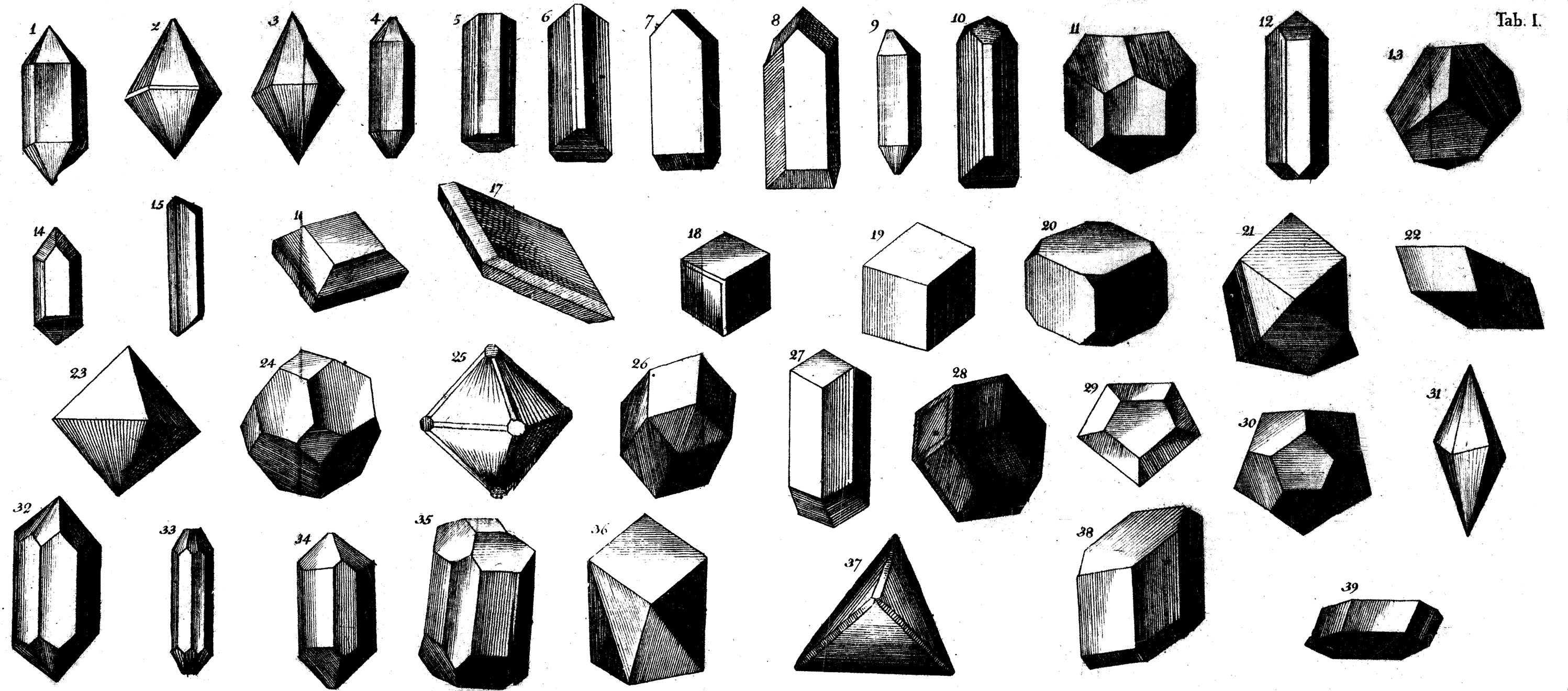
Tafel I
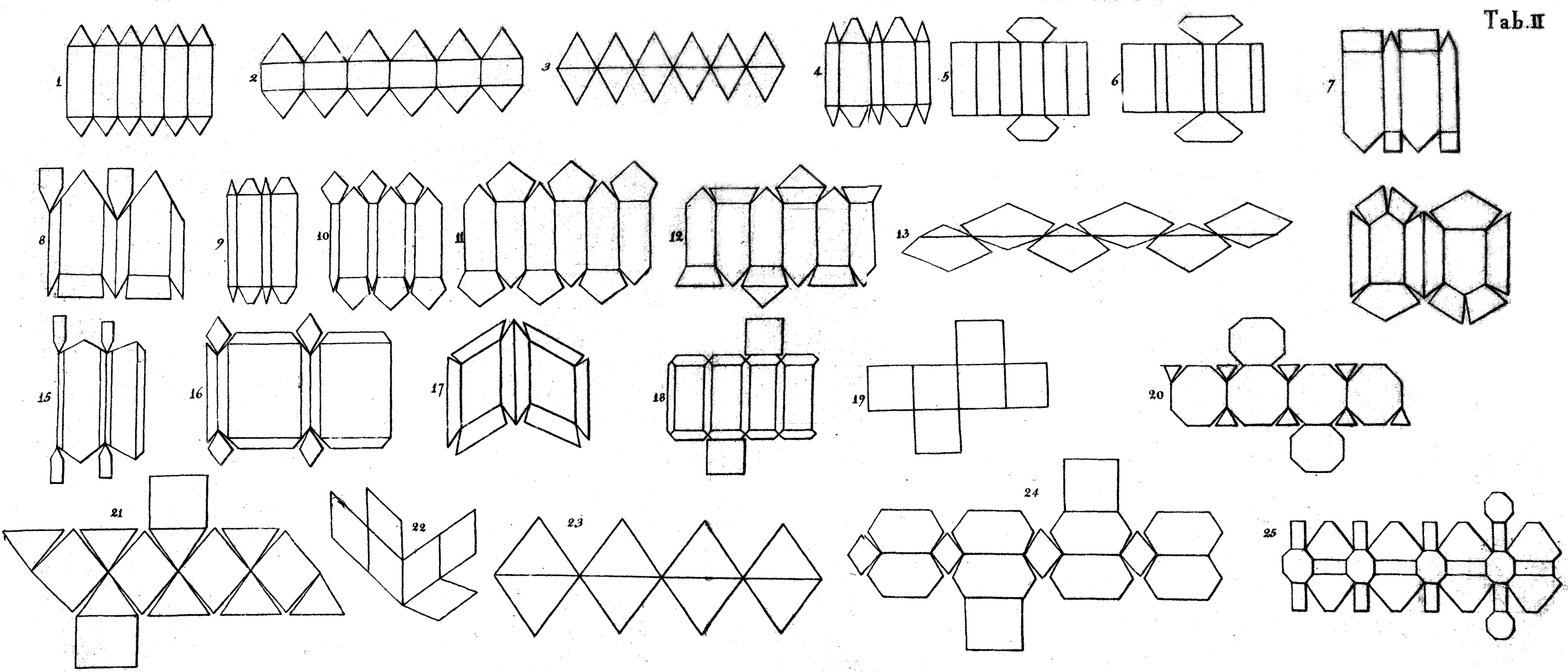
Tafel II
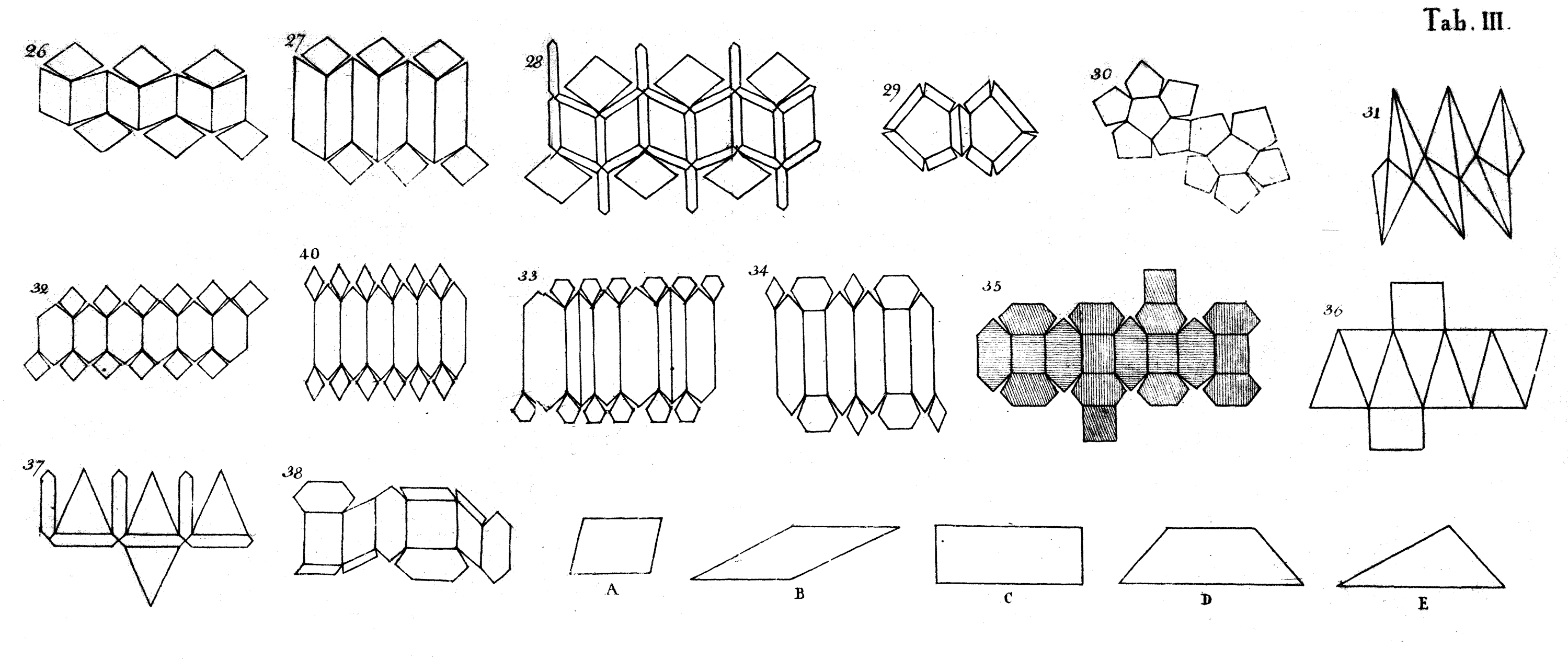
Tafel III

Sie dienten der Veranschaulichung der Terminologie (termini artis), die er zur Beschreibung der Arten eingeführt hatte.
Besprechungen dieser Auflage erfolgten durch die schwedische Zeitschrift Lärda Tidningar und in den deutschen Zeitschriften Commentarii de rebus in scientia naturali et medicina gestis und Göttingische Anzeigen von gelehrten Sachen.
Eine als „13. Auflage“ bezeichnete Ausgabe wurde 1767 bis 1770 in Wien von Thomas von Trattner herausgegeben. Sie ist ein unveränderter Nachdruck der zwölften Auflage. Lediglich die Titelseite wurde angepasst und die letzte Seite des dritten Bandes mit den Fehlerkorrekturen (Errata) fehlt.

## Inhalt
In der ersten Auflage umriss Linné in den seinem Werk vorangestellten Beobachtungen in den drei Naturreichen (Observationes in Regna III. Naturæ) in Punkt 15 die Abgrenzung der drei Naturreiche folgendermaßen: „Die Steine wachsen. Die Pflanzen wachsen und leben. Die Tiere wachsen, leben und empfinden.“ („Lapides crescunt. Vegetabilia crescunt & vivunt. Animalia crescunt, vivunt & sentiunt“). Seine Ordnung der Naturgegenstände beruhte auf fünf aufeinander aufbauenden Rangstufen Klasse, Ordnung, Gattung, Art und Varietät. Die zwischen Ordnung und Gattung stehende Rangstufe der Familie, die 1689 Pierre Magnol eingeführt hatte, nutzte er nicht. Diese noch heute in der Biologie gebräuchlichen Begriffe verwandte Linné auch für die Klassifizierung der Mineralien. Die folgende Kurzdarstellung des Inhalts bezieht sich, soweit nicht anders angegeben, auf die zwölfte Auflage von Systema Naturæ.

### Tierreich
„Animalia corpora organisata, viva et sentientia, sponteque se moventia“

„Tiere: organisierte Körper, lebend und empfindend, sich spontan bewegend“

#### Systematik
Linnés Einteilung des Tierreiches beruhte in wesentlichen Grundzügen auf John Rays Synopsis methodica Animalium (1693), der wiederum auf Aristoteles Schrift Historia animalium aufbaute. Nach dem inneren Bau des Herzens und weiteren Merkmalen unterschied Linné sechs Klassen: Säugetiere (Mammalia), Vögel (Aves), Amphibien (Amphibia), Fische (Pisces), Insekten (Insecta) und Würmer (Vermes).
Die Säugetiere unterteilte Linné hauptsächlich nach Anzahl, Lage und Form der Schneidezähne, Eckzähne und Mahlzähne in sieben Ordnungen, die zusammen etwa 230 Säugetierarten umfasste. Die Gliederung der Vögel gründete sich auf Rays Synopsis Methodica Avium (1713) und wurde in der zwölften Auflage durch das Werk Ornithologia (1760–1763) von Mathurin-Jacques Brisson ergänzt. Die Unterscheidung der sechs Ordnungen der Vögel mit etwa 930 Arten erfolgte hauptsächlich nach der Form des Schnabels. Linnés Amphibien verteilten sich auf vier Ordnungen mit etwa 290 Arten. Bei ihrer Beschreibung verwies er häufig auf die Abbildungen in Albert Sebas Thesaurus. Die Fische waren bis zur neunten Auflage nach Peter Artedis Ichthyologica organisiert, bevor Linné sein eigenes Ordnungsschema entwickelte. Die etwa 400 Arten in den vier Ordnungen der Knochenfische wurden nach der Lage ihrer Bauchflossen klassifiziert. Bei der Klassifizierung der Insekten konnte sich Linné, trotz der zahlreichen beschriebenen und abgebildeten Insektenarten, auf kein allgemein anerkanntes Schema stützen. Die von ihm geschaffenen sieben Ordnungen der Insekten beruhten im Wesentlichen auf der Anzahl und Beschaffenheit ihrer Flügel. Für seine fünf Ordnungen der Würmer übernahm Linné das System von Jean-André Peyssonel (1694–1759). Wie Bernard de Jussieu und Abraham Trembley ordnete er die Korallen und ähnliche Lebewesen dem Tierreich und nicht dem Pflanzenreich zu. Linnés „Würmer“-Klasse umfasste ungefähr 1150 Arten.

#### Stellung des Menschen

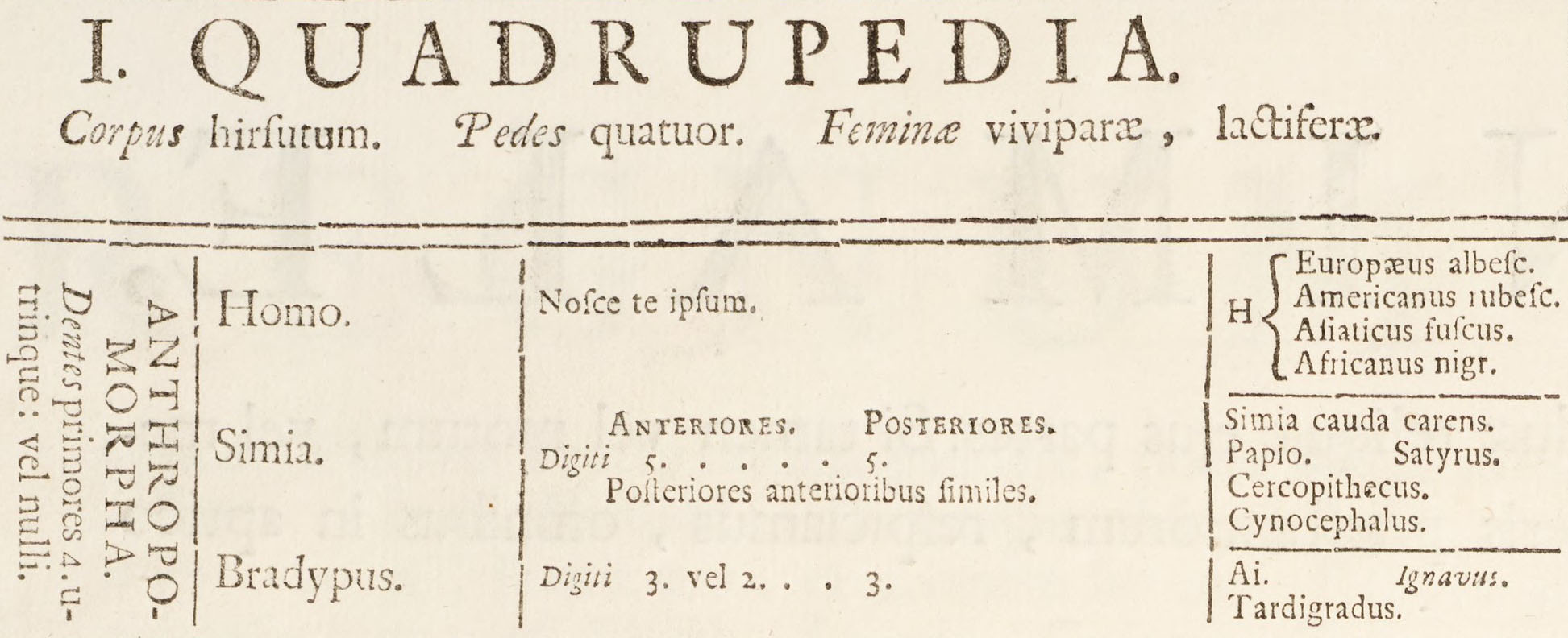
Darstellung der Ordnung Anthropomorpha in der 1. Auflage von Systema Naturæ

Erstmals seit Aristoteles’ Historia animalium stellte Linné 1735 den Menschen wieder in das Tierreich. Die Lehren der Scholastik hatte dem Menschen zwischenzeitlich eine Sonderrolle zugesprochen und ihn über das Tierreich gestellt. Linné platzierte den Menschen gemeinsam mit den Affen und Faultieren in die von John Ray eingeführte Ordnung Anthropomorpha (Menschengestaltige), die Bestandteil der Klasse Quadrupedia (Vierfüßige) war. Als Unterscheidungsmerkmal des Menschen von den anderen Gattungen dieser Ordnung führte er die Fähigkeit des Menschen zur Selbsterkenntnis an: „Nosce te ipsum“ („Erkenne dich selbst!“). Nach ihrer geographischen Herkunft unterschied er innerhalb der Gattung Homo vier Gruppen: den Europäer, den Amerikaner, den Asiaten und den Afrikaner. Als einziges äußeres Merkmal gab er zusätzlich für jede dieser Gruppen eine Hautfarbe an. Diese Darstellung behielt Linné bis 1758 bei.
Mit dem Erscheinen der zehnten Auflage änderte sich Linnés Systematik des Menschen deutlich.
Er ordnete den Menschen nunmehr in die Ordnung der Primaten innerhalb der Klasse der Säugetiere (Mammalia) ein und unterschied zwischen zwei Menschenarten, dem Tag- und Nachtmenschen. Als Nachtmensch (Homo nocturnus) oder Höhlenmensch (Homo troglodytes) wurde von ihm der Orang-Utan bezeichnet. Sein Tagmensch (Homo diurnus) ist der moderne Mensch, der 1758 seinen noch heute gültigen Artnamen Homo sapiens erhielt. Die Charakterisierung seiner vier geografischen Varietäten des Menschen erweiterte Linné um die Merkmale Temperament und Körperhaltung. Die Europäer unterschieden sich demnach von den anderen menschlichen Varietäten durch die Merkmale weiß, sanguinisch, muskulös („albus, sanguineus, torosus“), der Amerikaner durch die Merkmale rot, cholerisch, aufrecht („rufus, cholericus, rectus“), der Asiat durch die Merkmale gelb, melancholisch, steif („luridus, melancholicus, rigidus“) und der Afrikaner durch die Merkmale schwarz, phlegmatisch, schlaff („niger, phlegmaticus, laxus“).

#### Paradoxa

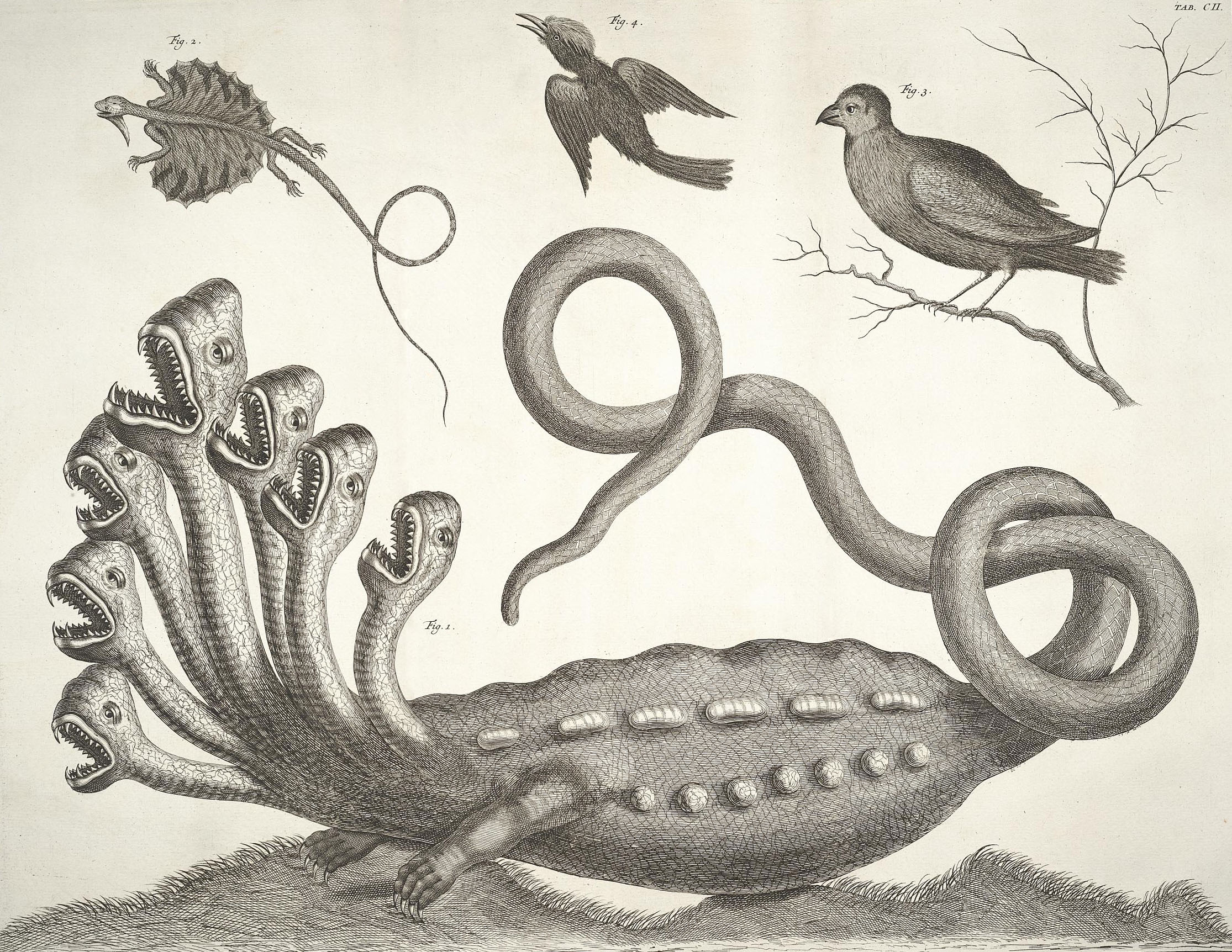
Die „Hamburger Hydra“ in Albert Sebas Thesaurus von 1734 (Band 1, Tafel 102), die von Linné als Fälschung erkannt wurde

Bis einschließlich der fünften Auflage von Systema Naturæ enthielt Linnés Darstellung des Tierreiches einen „Paradoxa“ („Paradoxien“) betitelten Abschnitt, in dem er Fabelwesen, wie sie beispielsweise in mittelalterlichen Bestiarien dargestellt wurden, aufführte. Er verwies sie aufgrund ihres mythischen Charakters in den Bereich des Aberglaubens und war bemüht, eine natürliche Erklärung zu geben. So gelang es Linné während seines kurzen Aufenthaltes in Hamburg, die sogenannte „Hamburger Hydra“ als Fälschung zu entlarven. In der ersten Auflage führte er zehn Fabelwesen auf: die Hydra, den Froschfisch (ein Frosch, der sich in einen Fisch verwandelt), das Einhorn (das er als Berichte über den Narwal deutete), den Pelikan (der sein Blut auf seine Nachkommen überträgt), den Satyr, das Skythische Lamm, den Phönix, den Bernikel-Baum (ein Baum, der weiße Muscheln trägt, aus denen Gänse schlüpfen), den Drachen und die Totenuhr. In der zweiten Auflage ergänzte er diese Liste um den Mantikor, die Antilope, die Lamia und die Sirene.

### Pflanzenreich
„Vegetabilia corpora organisata & viva, non sentientia“

„Pflanzen: organisierte Körper und lebend, nicht empfindend“

Linnés Klassifizierung des Pflanzenreiches richtete sich nach dem Aufbau der Blüte und Frucht, die er als „Fruchtbildungsorgane“ (fructificatio) bezeichnete. Conrad Gesner war der erste Botaniker, der eine Klassifizierung der Pflanzen nach dem Aufbau ihrer Blüte oder der Frucht in Betracht zog. Gesner stellte jedoch selbst kein entsprechendes System auf. Die Unterteilung der Pflanzen in Andrea Cesalpinos 1583 erschienenem Werk De Plantis Libri XVI beruhte hauptsächlich auf Fruchtmerkmalen. Sein System wurde von Robert Morison und John Ray aufgegriffen und später von anderen Botanikern weitergeführt, in Deutschland beispielsweise durch Christoph Knaut. Andere Systeme, so die von Augustus Quirinus Rivinus (1690) und Heinrich Bernhard Rupp (1718), orientierten sich an der Regel- bzw. Unregelmäßigkeit und der Anzahl der Kronblätter. Pierre Magnol legte seiner Systematik 1720 die Verschiedenheit der Kelchblätter zugrunde. Das ausgeklügeltste System einer Pflanzensystematik stammte von Joseph Pitton de Tournefort, der 1694 seine Klassen nach der Gestalt der Blüte und seine Ordnungen nach der Stellung der Frucht bestimmte. Linné hatte alle diese Systematiken der Pflanzen bereits in seiner Jugend studiert und veröffentlichte 1738 mit Classes Plantarum einen ausführlichen Vergleich dieser und weiterer Pflanzensystematiken.
Linnés Systematik baute insbesondere auf den Werken Cesalpinos und Tourneforts auf. Er unterschied seine Klassen nach Anzahl und Lage der Staubblätter und die Ordnungen nach der Anzahl der Stempel. Die Gattungen bildete er durch eine Reihe von wohldefinierten Merkmalen der Blüte, der Früchte und der Samen (generative Merkmale), die er ausführlich in Genera Plantarum beschrieb. Wichtige Größen der Beschreibung waren die Anzahl, die Form, die Proportion und die Lage. Zur Abgrenzung einer Art zog er schließlich vegetative Merkmale heran, beispielsweise Wurzel, Stängel oder Laubblätter. Linnés erste umfassende Behandlung des Pflanzenreiches war das 1753 fertiggestellte Werk Species Plantarum.

### Mineralienreich
„Lapides corpora congesta, nec viva, nec sentientia“

„Steine: massive Körper, weder lebend noch empfindend“

Linné setzte bei seiner Klassifizierung des Mineralreiches dieselben Prinzipien wie im Tier- und Pflanzenreich ein. Von den bekannten Methoden Mineralien zu klassifizieren wies er die physikalische, die bis zur Entstehung der Mineralien zurückging, und die chemische, die auf einer zerstörenden Analyse beruhte, zugunsten der von ihm als natürlich charakterisierten Methode zurück, die auf leicht beobachtbaren Merkmalen beruhte. Schwierigkeiten bereitete es ihm, eine Analogie zur Vermehrung für die Entstehung von Mineralien zu finden. Linné, der davon ausging, dass die Erde am Anfang vollständig mit Wasser bedeckt war, schlug vor, dass aus dem Wasser zwei Nachkommen entstanden seien: der formgebende „Salzmann“, der der „Erdfrau“ die Gestalt aufprägt. Salze und Erden seien daher die eigentlichen Eltern der Mineralien. Linné postulierte außerdem je vier verschiedene Salze (Salia) und Erden (Terræ), die jeweils für die Atmosphäre, den Ozean, die Pflanzen und die Tiere standen und aus denen die verschiedenen Mineralien bestünden. Er unterschied das Mineralienreich in drei Klassen: Petræ (Steine) waren Gemische aus Erden, Mineræ (Mineralien) Kombinationen aus Erden und Salzen und Fossilia (Fossilien) Zusammenballungen von Erden. Die zwölfte Auflage umfasste insgesamt elf Ordnungen in 54 Gattungen mit mehr als 500 Arten.
Linnés Mineralogie hatte etwa ein halbes Jahrhundert lang Bestand und wurde von den französischen Mineralogen Jean-Baptiste Romé de L’Isle, René-Just Haüy und Déodat Gratet de Dolomieu unterstützt. Kritik kam hingegen vorwiegend aus Deutschland und Schweden. Letztendlich setzte sich ein auf chemischen Merkmalen beruhendes System durch, wie es beispielsweise von Abraham Gottlob Werner vertreten wurde.

## Rezeption

### Erweiterte Ausgaben von „Systema Naturæ“
Linnés Werk wurde von einigen Autoren in seiner Gesamtheit oder nur hinsichtlich einzelner Naturreiche erweitert und in andere Sprachen übersetzt. Der holländische Arzt Maarten Houttuyn begann 1761 ein am Aufbau von Systema Naturæ orientiertes Werk, das er Natuurlijke Historie nannte. Bis 1785 wuchs dieses Werk auf 37 Bände an und umfasste etwa 22.000 Seiten und 296 Kupferstiche. Gegenüber seinem Freund Abraham Bäck spottete Linné bereits 1763 über den Umfang. Er sah es als Zeichen geringer Weisheit an, dass das, was der eine Gelehrte so knapp wie möglich darzustellen versuchte, durch einen anderen so weit wie möglich ausgedehnt wurde. Houttuyns Werk beeinflusste jedoch eine Reihe von ähnlichen Naturdarstellungen, beispielsweise Philipp Ludwig Statius Müllers von 1773 bis 1775 erschienene deutschsprachige Gesamtdarstellung des Tierreichs.
Von 1777 bis 1779 publizierte Johann Friedrich Gmelin eine vierteilige Erweiterung von Linnés Beschreibung des Mineralreiches, die mehr als 2200 Oktavseiten aufwies und mit 63 Abbildungen illustriert war. 20 Jahre nach Linnés letzter Auflage von Systema Naturæ unternahm Gmelin von 1788 bis 1793 noch einmal den Versuch, sämtliche bekannten Arten der drei Naturreiche in einem als Systema Naturæ bezeichneten Werk zusammenzustellen. Gmelin bezeichnete diese mit über 6000 Seiten etwa fünfmal so umfangreiche Ausgabe als 13. Auflage von Systema Naturæ. Allein die in sieben Teilen erschienenen Beschreibungen der Tiere füllt über 4000 Seiten. Gmelins 13. Auflage diente wiederum als Vorbild für weitere Ausgaben. Ebenezer Sibly (1751–1800) begann 1794 eine erweiterte englische Übersetzung, die bis 1810 auf 14 Bände anwuchs. Ein ähnlicher Versuch stammte von William Turton (1762–1835), dessen siebenbändiges A General System of Nature von 1802 bis 1806 in London erschien.
Danach gelang es nie wieder, sämtliche bekannte Tier- und Pflanzenarten in einem einheitlichen Werk zusammenzufassen. Die Zahl der bekannten Tierarten erreichte um 1800 bereits etwa 50.000, um 1850 lag sie schon bei etwa 400.000. Taxonomen nehmen an, dass bis heute formal korrekt zwischen 1,5 und 1,8 Millionen Lebewesenarten beschrieben und benannt wurden. Schätzungen der tatsächlichen Artenzahl schwanken zwischen 3,6 Millionen und über 100 Millionen. Meist wird jedoch von einer Artenzahl in der Größenordnung von etwa 10 Millionen ausgegangen. Die Biodiversitätsinformatik versucht heute mit Hilfe von Datenbanksystemen, die Namen aller bekannten Arten zusammen mit weiteren Angaben, beispielsweise zu ihrer Verbreitung, an zentralen Stellen zusammenzufassen. Beispiele hierfür sind Global Biodiversity Information Facility (GBIF) und Encyclopedia of Life (EoL).

### Einfluss auf die zoologische Nomenklatur
In der 1758 erschienenen zehnten Auflage des Systema Naturæ stellte Linné alle ihm bekannten Organismen in der bis heute üblichen binären Schreibweise dar, die er erstmals durchgängig in seinem Werk Species Plantarum von 1753 für Pflanzen verwendet hatte. Unhandliche Bezeichnungen wie etwa Physalis annua ramosissima, ramis angulosis glabris, foliis dento-serratis wurden durch einfach zu merkende Doppelnamen wie Physalis angulata ersetzt. Der erste Name bezeichnete dabei die Gattung, der zweite Name, das Epitheton (in der Zoologie Artname genannt), charakterisierte zusammen mit dem ersten die Art.
1842/1843 erarbeitete Hugh Edwin Strickland im Auftrag eines Komitees der British Association for the Advancement of Science einen umfassenden Entwurf für ein zoologisches Regelwerk. Er wählte darin die zwölfte Auflage von Systema Naturæ als Startpunkt der zoologischen Nomenklatur aus. Sein Entwurf wurde kontrovers diskutiert, insbesondere, welches Jahr der zoologischen Nomenklatur zugrunde liegen sollte. 1877 unternahm William Healey Dall einen Versuch, die sich voneinander unterscheidenden nomenklatorischen Regelwerke von Botanik und Zoologie zu vereinen und schlug als Basis ebenfalls die 1768 erschienene zwölfte Auflage vor. 1886 unterbreitete die American Ornithologists’ Union einen eigenen Vorschlag, der auf den Arbeiten von Strickland und Dall aufbaute. In diesem Vorschlag wurde die endgültige Trennung von botanischer und zoologischer Nomenklatur vollzogen und der Beginn der zoologische Nomenklatur auf 1758 festlegt. Aufbauend auf einem von Charles Émile Blanchard auf dem ersten Internationalen Zoologischen Kongress 1889 vorgetragenen Regelwerk wurde auf dem fünften in Berlin tagenden Internationalen Zoologischen Kongress der Beginn der zoologischen Nomenklatur endgültig auf das Jahr 1758 fixiert.
In der aktuellen Auflage der Internationalen Regeln für die Zoologische Nomenklatur ist das Erscheinungsdatum des ersten Bandes der zehnten Auflage von Systema Naturæ in Artikel 3.1 verankert und auf den 1. Januar 1758 festgelegt. Das bedeutet, Tiernamen aus Werken, die vor dem 1. Januar 1758 veröffentlicht wurden, sind nicht verfügbar. Jüngeren Beschreibungen gegenüber genießt die 1758er-Ausgabe von Systema Naturæ in aller Regel Priorität, soweit die betreffende Beschreibung Linnés die nach den Nomenklaturregeln geforderten Kriterien erfüllt und der Name seit 1899 verwendet wurde. Einzige Ausnahme sind die 66 schwedischen Spinnenarten, die in Clercks 1757 publiziertem Werk Svenska Spindlar beschrieben wurden. Clercks Svenska Spindlar hat somit als einzige Publikation Priorität vor der zehnten Auflage von Systema Naturæ und enthält damit die ersten korrekt eingeführten Tiernamen der modernen zoologischen Nomenklatur.

## Nachweise

### Zeitgenössische Rezensionen
1. ↑  [Johann Ernst Hebenstreit]: In: Acta eruditorum. Band 3, Nummer 2, 1737, S. 64–71, Online
2. ↑  Lärda Tidningar för år 1758. Lars Salvius, Stockholm 13. Februar 1758, S. 49–62.
3. ↑  Lärda Tidningar för år 1759. Lars Salvius, Stockholm 1759, S. 173–174.
4. ↑  [Anonym]: An account of the first Volume of a new and enlarged edition of Professor Linnæus's SYSTEMA NATURÆ: in which is exhibied a view of the author's system, so far as respects the animal kingdom. In: Gentleman’s Magazine. Band 29, 1759, S. 454–457, Online.
5. ↑  [Anonym]: An account of the first Volume of a new and enlarged edition of Professor Linnæus's SYSTEMA NATURÆ. Continued from p. 457. In: Gentleman’s Magazine. Band 29, 1759, S. 509–511, Online.
6. ↑  [Anonym]: An account of Linnæus Systema naturæ. (Continued from p. 511.). In: Gentleman’s Magazine. Band 29, 1759, S. 564–566, Online.
7. ↑  [Richard Pulteney]: Account of Professor Linnaeus's Systema Naturae. In: Gentleman’s Magazine. Band 35, 1765, S. 57–61.
8. ↑  Commentarii de rebus in scientia naturali et medicina gestis. Band 8, I. F. Gleditsch, Leipzig 1759, S. 679–691, Online.
9. ↑  Commentarii de rebus in scientia naturali et medicina gestis. Band 9, I. F. Gleditsch, Leipzig 1760, S. 598–605, Online.
10. ↑  [Anonym]: Stockholm. In: Göttingische Anzeigen von gelehrten Sachen. Der zweite Band auf das Jahr 1759. 5. Juli 1759, S. 692–696, Online.
11. ↑  [Anonym]: Stockholm. In: Göttingische Anzeigen von gelehrten Sachen. Der zweite Band auf das Jahr 1760. 22. Dezember 1760, S. 1326–1327, Online
12. ↑  August Ludwig von Schlözer: Neueste Geschichte der Gelehrsamkeit in Schweden. Stück 4, 1759, S. 513–525.
13. ↑  August Ludwig von Schlözer: Neueste Geschichte der Gelehrsamkeit in Schweden. Stück 4, 1760, S. 683–687.
14. ↑  Rudolf Augustin Vogel: Neue Medicinische Bibliothek. Band 4, Teil 4, Vandenhöck, Göttingen 1760, S. 289–296, Online.
15. ↑  Lärda Tidningar för år 1766. Lars Salvius, Stockholm 1766, S. 229–231.
16. ↑  Lärda Tidningar för år 1767. Lars Salvius, Stockholm 1767, S. 134–136.
17. ↑  Lärda Tidningar för år 1767. Lars Salvius, Stockholm 1767, S. 329–330.
18. ↑  Lärda Tidningar för år 1768. Lars Salvius, Stockholm 1768, S. 297–299.
19. ↑  Commentarii de rebus in scientia naturali et medicina gestis. Band 15, I. F. Gleditsch, Leipzig 1768, S. 322–333, Online.
20. ↑  Commentarii de rebus in scientia naturali et medicina gestis. Band 16, I. F. Gleditsch, Leipzig 1770, S. 104–128, Online.
21. ↑  Commentarii de rebus in scientia naturali et medicina gestis. Band 16, I. F. Gleditsch, Leipzig 1770, S. 338–344, Online.
22. ↑  [Anonym]: Stockholm. In: Göttingische Anzeigen von gelehrten Sachen. Der zweite Band auf das Jahr 1767. 15. August 1767, S. 783–784, Online.
23. ↑  [Anonym]: Stockholm. In: Göttingische Anzeigen von gelehrten Sachen. Der zweite Band auf das Jahr 1768. 11. August 1768, S. 781–782, Online.
24. ↑  [Anonym]: Stockholm. In: Göttingische Anzeigen von gelehrten Sachen. Der erste Band auf das Jahr 1770. 6. Januar 1770, S. 21–24, Online.

### Soulsby-Nummern
Nummer und Seitenzahl in Basil Harrington Soulsbys A catalogue of the works of Linnaeus… von 1933:
1. ↑  Systema Naturæ. 1. Auflage, Soulsby-Nummer 39, S. 9.
2. ↑  Methodus. Soulsby-Nummer 40, S. 9.
3. ↑  Systema Naturæ. 3. Auflage, Soulsby-Nummer 47, S. 9.
4. ↑  Systema Naturæ. 2. Auflage, Soulsby-Nummer 46, S. 9.
5. ↑  Systema Naturæ. 4. Auflage, Soulsby-Nummer 48, S. 9–10.
6. ↑  Systema Naturæ. 5. Auflage, Soulsby-Nummer 50, S. 10.
7. ↑  Systema Naturæ. 6. Auflage, Soulsby-Nummer 51, S. 10.
8. ↑  Systema Naturæ. 7. Auflage, Soulsby-Nummer 52, S. 10.
9. ↑  Systema Naturæ. 8. Auflage, Soulsby-Nummer 53, S. 10.
10. ↑  Systema Naturæ. 10. Auflage, Soulsby-Nummer 58, S. 10.
11. ↑  Systema Naturæ. 11. Auflage, Soulsby-Nummer 61, S. 11.
12. ↑  Systema Naturæ. „Piratenauflage“, Soulsby-Nummer 60, S. 11.
13. ↑  Systema Naturæ. 12. Auflage, Soulsby-Nummer 62, S. 11.
14. ↑  Systema Naturæ. 13. Auflage, Soulsby-Nummer 116, S. 15.
15. ↑  Natuurlijke Historie. Soulsby-Nummer 73, S. 12.
16. ↑  Des Ritters Carl von Linné … vollständiges Natursystem. Soulsby-Nummer 95, S. 18.
17. ↑  Des Ritters Carl von Linné vollständiges Natursystem des Mineralreichs. Soulsby-Nummer 100, S. 14.
18. ↑  Systema Naturæ. 13. Auflage, Soulsby-Nummer 117, S. 15–16.
19. ↑  A Genuine and Universal System of Natural History. Soulsby-Nummer 129, S. 16–17.
20. ↑  A general system of nature. Soulsby-Nummer 137, S. 17.